# Música de la dècada del 1980

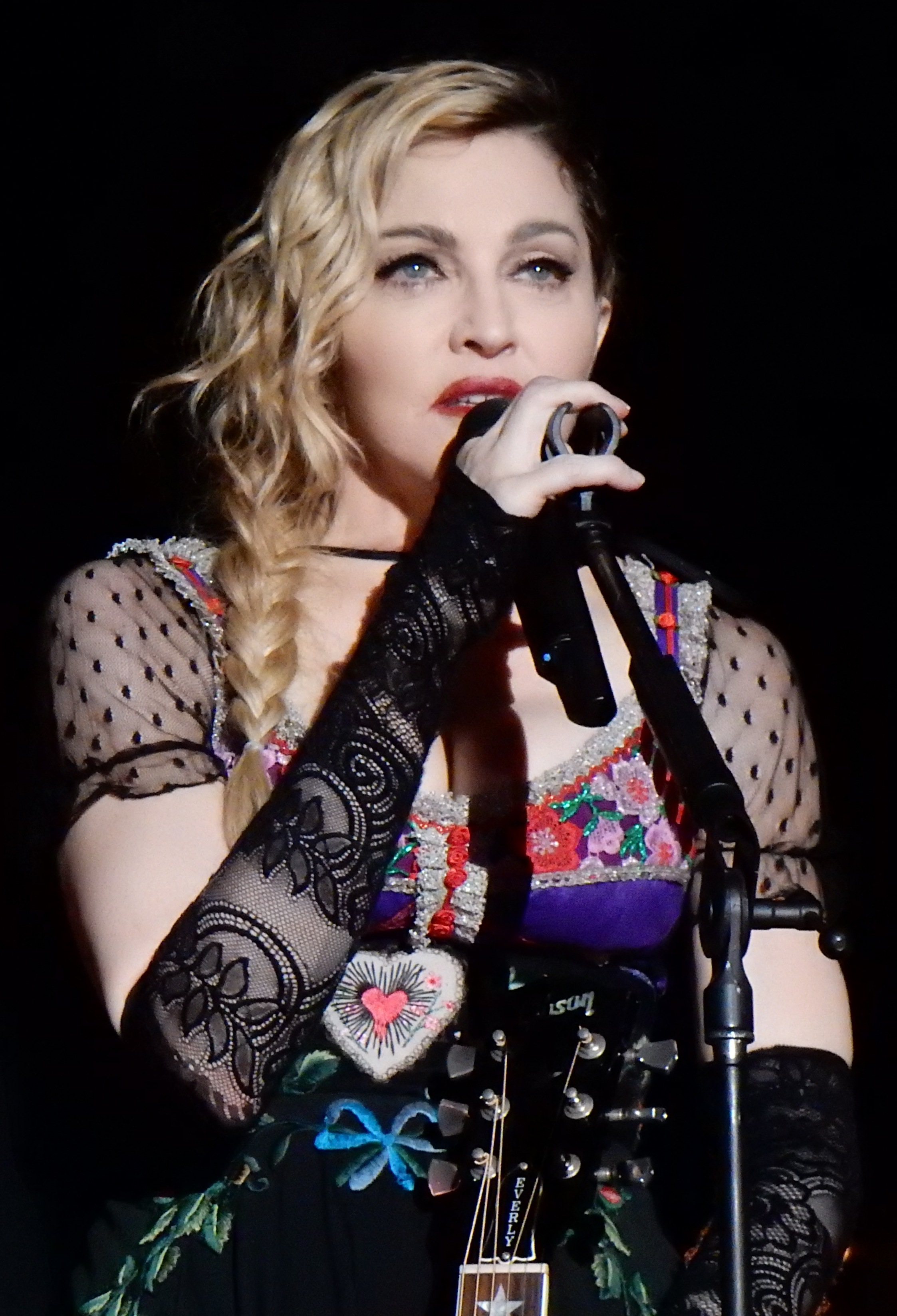
Madonna a la Rebel Heart Tour, 2015

La música de la dècada del 1980 va veure el retorn del pop gràcies a MTV i l'aparició de gèneres electrònics com l'electro i el house. El R&B, el hip hop i el rap també es van desenvolupar durant aquesta dècada, així com la música rock amb gèneres com el glam metal. L'ús de sintetitzadors i l'enregistrament digital també van augmentar. La música dels 1980 és considerada especialment melòdica.
La dècada del 1980 va veure el retorn de la música pop gràcies a la creació de MTV. Això va propiciar una segona New Wave a les illes Britàniques i va fer que el pop tornés a escoltar-se arreu. Altres gèneres com el post-disco, l'italo disco, l'eurodisco i el dance-pop es van fer molt populars. Aquesta música va gaudir d'un so renovat gràcies a la introducció de sintetitzadors. La música rock va continuar tenint un gran públic encara que visqué la seva penúltima edat. Gèneres com el rock suau, el glam metal, el thrash metal, la guitarra triturada amb forta distorsió, els harmònics de pessic i l'abús de barres whammy es van fer molt populars. Al final dels 1980, el glam metal es va convertir en el gènere més gran i amb més èxit comercial als Estats Units i al món sencer.
Els anys vuitanta es recorden habitualment per l'augment de l'ús de l'enregistrament digital, associat a l'ús de sintetitzadors, amb música synth-pop i altres gèneres electrònics com el house amb instruments no tradicionals cada vegada més populars. També durant aquesta dècada es van desenvolupar diversos gèneres electrònics importants, com l'electro, el techno, el house, el freestyle i l'eurodance, tot i que l'augment en importància es va produir a la dècada del 1990.
Els anys 80 van veure el desenvolupament dels gèneres R&B, hip hop i rap, especialment en barris afroamericans de les grans ciutats dels Estats Units. El rap, originari de la comunitat afroamericana proletària, va tenir un gran èxit a finals de la dècada i avui en dia és considerat el gènere dels poetes del segle xx.
La música de la dècada dels 1980 és recordada amb nostàlgia per l'industria de la música, ja que segons una enquesta realitzada l'any 2010 per l'emissora Music Choice, la majoria dels 11.000 europeus enquestats consideren que va ser una època especialment melòdica, fins i tot la més melòdica dels últims 40 anys.
Alguns dels artistes més destacats van ser Michael Jackson, Madonna, George Michael (amb Wham!), Prince, Whitney Houston, Freddie Mercury i The Police.

## Món

### L'explosió de la cultura pop

#### Quan les estrelles de vídeo maten les de la ràdio

Logotip d'MTV.

Per tal d'explicitar com va marcar les mentalitats de l'època, es pot recórrer una cançó, una lletra i unes paraules. Deien els The Buggles que "video killed the radio star". I, efectivament, l'arribada dels videoclips i del canal de televisió MTV va suposar la mort potser massa desitjada de la ràdio. La dècada dels 1980 és la dècada del consum televisiu per excel·lència. És també la mort o l'apagada progressiva del rock. El disco desapareix del tot mentre que el rock es reinventa i malgrat totes les repuntades, ja res tornarà a ser com abans. El pop torna amb força. El geni de qui va tornar-lo altre cop popular prové de la difusió de videoclips al Regne Unit i els Estats Units.
A la dècada anterior, la televisió s'acomoda a les llars una mica per tot el planeta. El color guanya terreny. Permet explotar noves i distintes maneres de realitzar televisió. Molts artistes disco fan enregistrar videoclips amb tot de trucatges. Hi tenim una tela verda que vista a casa projecta una multitud de colors diversos de discoteca. Durant els vuitanta el play back es torna tendència i el públic no exigeix que l'artista canti amb veu en directe. La televisió per cable es torna un negoci molt lucratiu i s'importa a Europa amb molt d'èxit. La població pot d'ara endavant gaudir d'una oferta televisiva més variada i més gran. Això dona sensació d'alliberament, de llibertat. Els canals de televisió es neguen a emetre en directe les famoses actuacions que varen ser un gran mecanisme de promoció del disco als 1970. Com que ara hi ha més canals, es canta en play-back i això dels trucatge televisius agrada, de manera força natural es demana enregistrar clips per a MTV.
MTV és un canal de televisió temàtic especialitzat en la difusió les vint-i-quatre hores del dia de videoclips. Neix l'any 1981 i quan s'exporta per primera cop a Europa i Amèrica Llatina, es torna en un fenomen de masses. Les ràdios deixen de ser el centre d'atenció. En efecte, si procuraren durant els 1970 de desfer-se del disco perquè les discoteques dictaven les noves tendències i no pas elles, ara que el disco havia desaparegut, sorgia un nou rival que acabaria amb el predomini radiofònic. La televisió es torna en el passatemps predilecte de la societat dels 1980 al bloc capitalista. S'hi reinventa la cultura. Discogràfiques, productors de cinema, comercials, magatzems, etc, tothom en fa ús per publicitar els seus productes. Els diners, la luxúria i les festes en jets privats, és a dir, l'arrogància dels diners es torna tendència. Tothom cerca la manera de fer diners i la televisió esdevé el lloc primordial per existir al mercat de consum.
MTV és la imatge dels vuitanta. En plena Primera Guerra Freda el bloc capitalista potencia els negocis i els diners una mica com a manera de fer la guerra contra el bloc soviètic. MTV és una eina de propaganda. Exporta l'Imperialisme americà. Ho fa a través la seva música. S'exporta al món cultura anglosaxona per tal d'homogeneïtzar el comportament mundial. Es potencia d'aquesta manera l'idealisme cap als Estats Units. El país pot d'aquesta manera anar declarant guerres a qui vulgui sense haver de témer gaire per l'opinió pública, hipnotitzada, anestesiada. El bloc soviètic on l'Imperialisme rus mira de projectar-hi una societat igual d'uniforme que l'americana, les formes culturals no tenen molt espai. Llevat de propaganda explícita cap al règim, no hi ha vertaderament cultura. Els Estats Units apunten maneres amb l'explotació en massa que es va fer durant els vuitanta de la cultura popular. Per al bloc soviètic, per qui era reprimit i sabia allò que es feia a l'altra banda, el pop, MTV i tota la cultura popular dels vuitanta és sinònim de democràcia, alliberament, etc. 

Les discogràfiques, d'altra banda, mancades de diners anteriorment, veuen un bon filó amb MTV. Recuperen calés i gràcies als drets d'autors, la música pop explota. En efecte, MTV va ser sinònim de pop. El canal deia negar-se a difondre videoclips amb música rock. L'establishment volia desfer-se definitivament del disco perquè provenia dels afroamericans. Així, tot intencionadament, es recupera el pop. S'hi fa un gir espectacular. S'introdueixen els sintetitzadors, s'hi dona ritme, s'abandona la balada i es potencia les carreres en solitari. Nova estètica, cabells estrafolaris, vestits de núvia gòtica, etc, el pop fa furor. El rock es veu obligat a adaptar-s'hi. David Bowie i Queen rellancen la seva carrera amb el pop. A cada nou single, nou videoclip. Es passa repetidament a MTV i és llavors quan circulen les vendes. Les discogràfiques acaben guanyant per doble. D'una banda, amb els drets d'autors provinents dels videoclips, d'altra banda, amb la venda de cassets.
El punt de partença és el videoclip Thrilers de Michael Jackson. Una obra mestra musicalment i tècnicament. Una pel·lícula tornada videoclip. L'antic membre dels The Jackson Five inicia amb aquest videoclip una carrera en solitari de grans magnituds. Problema, és negre. MTV va tenir moltes desavinences amb discogràfiques estatunidenques perquè es negava a emetre videoclips en què hi sortissin cantants de color negre. Rick James va ser dels qui va denunciar-ho amb molta força. No és fins que la pressió social es fa gran que MTV cedeix i ho fa amb Michael Jackson. El canal s'ho hauria d'haver pensat abans, vist amb la perspectiva actual, perquè el seu single va significar l'expansió massiva del canal a totes les classes populars. MTV és sol·licitada de cop i volta per tots. El públic, les discogràfiques, els artistes, tothom cerca poder captar el senyal d'MTV i de ser-hi.
Hi va haver artistes que es varen resistir als videoclips. És el cas de Bruce Stringsteen. Es va negar en tot moment a promocionar-se amb videoclips perquè aleshores aquesta mena de vídeos es varen tornar més important que les pròpies cançons. A canvi Stringsteen proposava gravacions dels seus concerts. Al Regne Unit es va entendre més que cap altre país que els videoclips havien vingut per quedar-s'hi i el pop surt bàsicament d'aquest país. Una nova "new wave" assalta les llistes d'èxit de tot el món gràcies al nou pop que venia del Regne Unit. Un pop que va revolucionar fins i tot a nivell dels gèneres. El rock es va omplir de grups femenins com les The Go-Go's o les Pat Benatar. El gènere havia estat dominat des del seu inici per homes. A la dècada dels 1980 i a causa de l'onada pop les dones trenquen el glaç i s'incorporen al rock. L'exemple el treuen de Cyndi Lauper, The Bangles o Bananarama. L'estrella més emblemàtica va ser la Tina Turner. Tot el pop era molt buit de contingut lletrista. Però això cantants com ara la Suzanne Vega varen proposar posar-hi sentit amb cançons que parlaven d'altres coses que no fos com bellugar els melucs.
Vet aquí alguns artistes pop de la dècada: Cyndi Lauper, Madonna, Cultre Club, New Order, Peter Gabriel, Duran Duran, Whitney Houston, Rick James, Men at work, David Bowie, Freddie Mercury, Sabrina, Devo, Adamant, Spandau Ballet, Eurythmics, The Human League, Michael Jackson, Thompson Twins, The Psychodelic Furs, Soft Call, Adamant, Ricky Astley, Suzanne Vega, Kylie Minogue, Laura Branigan, The Pointer Sisters, Bonnie Tyler, Tears for Fears, Irene Cara, The Weather Girls, Abba, Michael Sembello, Modern Talking, Wham!, George Michael, Elton John, Belinda Carlisle, Nik Kershaw, Bil Medley, Jennifer Warnes, Barbra Streisand, Pet Shop Boys, Tiffany, Glenn Medeiros, a-ha, Alphaville, Taylor Dayne, Depeche Mode, Yazoo, Bronski Beat, Eric Carmen, The Bangles, Patti Austin i James Ingram, DeBarge, Richard Marx, Joe Cocker, Enola Gay, ZZ Top, The Cure, etc.
Les estrelles indiscutibles del pop arreu del món van ser la Madonna i en Michael Jackson. A la península Ibèrica es parla de l'"ambició rossa" i amb raó, en una entrevista televisada, Madonna hi diu que el seu objectiu és, "governar el món". A París, ves per on, no s'hi sent gaire a gust i a Nova York es torna en una icona, la reina indiscutible del pop. La fórmula de l'èxit és explosiva, com ella mateixa. Les seves actuacions i els videoclips anaven un xiquet apujats de to. Like a Virgin, com una verge, així es deia l'un dels seu èxits més sexualment cridaners. Tot entonant el cant, es frega pel terra mentre sembla estar contenta de la seva "virginitat". Una provocació que s'anirà repetint. Discos, portades i calendaris. La cantant exposa el seu cos. Arriba i tot a masturbar-se en un concert. Bé, amb simular-ho ja n'hi ha prou. Aquest és el gran secret de la Madona. Cantant camaleònica, provoca i frapa les mentalitats d'època. Fa parlar i gràcies a això, els seus èxits musicals circulen a tot arreu. I, quan la carrera va malament, la cantant va saber reinventar-se, tot sortint com a actriu a les grans pantalles.
Boys, boys, boys va ser un èxit d'estiu. El cantava l'italiana Sabrina Salermo. En un pop sintètic pròpiament vuitantè, l'artista passava la calor en una piscina que ella mateixa havia fet comptes d'escalfar. El seu gran problema, els pits: saltaven del bikini. La càmera ho capta i això era el seu clip. La cançó potser no hauria venut més de 15 mil milions de cassets si Sabrina no s'hagués encarregat s'escalfar l'ambient, però, va ser sens dubte la nota d'una nova dècada. La dècada en què el sexe comença a explotar-se sense tabús al món de la música. Mentre Madonna el torna en una batalla contra la moralitat puritana de l'època, la Sabrina o el mateix George Michael en feren un reclam per vendre.
Jackson, per la seva banda, és el nen estrella que va néixer sota el focus de les càmeres i va morir amb les càmeres posades sobre seu. La seva música, els seus clips i, sobretot, la seva vida cridaven l'atenció. Entre més, el cantant de color negre apareix tot de cop a la televisió en color blanc. No és una broma i és possible. Michael canvia el seu color de pell per tal d'agradar al públic, això va ser el gran debat de l'època. Es feia evident l'ambient racista, el toc preocupant que havia pres la construcció nacional dels Estats Units. El seu cantant més estel·lar, l'estrella mundial indiscutible del pop, s'havia sotmès a una operació per canviar el color de la seva pell i deixar de ser negre. El debat es torna més i més gran amb la resta de cirurgies. El nas és el primer que passa pel quiròfan i, això no obstant, el cantant anuncia que el canvi de pell no és intencionat, sinó que pateix una malaltia que el duu a despigmentar-se.
Res hi fa, la vida de Michael, plena d'èxits musicals, és portada a tot arreu. Obre el seu parc temàtic i és acusat de pedofília. L'estrella del pop es deteriora amb els anys i finalment acaba mort arran de la ingesta de medicació. La conxorxa es posa en marxa. Molts fans són els qui pensen que la seva mort va ser premeditada. El cantant mateix va deixar enregistrat un àudio en què deia ser perseguit. La incògnita no apaga però la màquina dels èxits. Fins i tot després de la seva mort, els seus discos venen com mai i, tot amb tot, el seu funeral és emès a tot el món, per totes les televisions del planeta. La família, els mitjans de comunicació, les crítiques cauen perquè abans de la seva mort, el cantant era criticat, posat a la safata del diable. La mort el torna un ídol, una llegenda. Els diners circulen mentre la premsa recorda la seva carrera en solitari i els traumatisme que va deixar la convivència amb el seu pare.

#### DX7: la fàbrica dels èxits

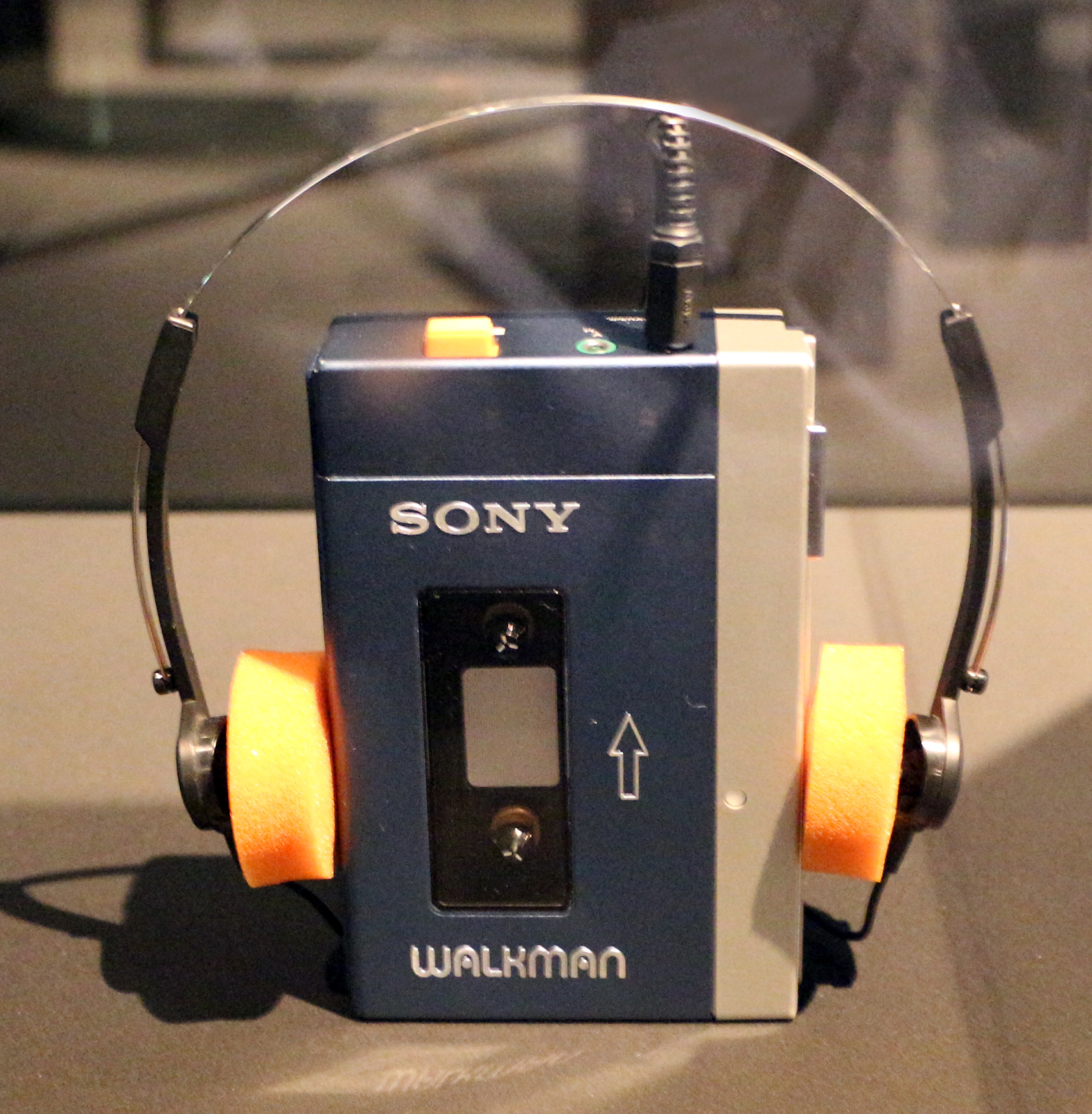
Walkman original, TPS-L2.

El retorn del pop va ser possible mercès als sintetitzadors. Signifiquen una revolució per a la música. L'electrònica va ser possible amb el desenvolupament de la informàtica. Encara no tenim tauletes ni telèfons intel·ligents, com aquells que s'aprecien a la dècada dels 2010, però els videojocs fan la seva gran aparició. La societat és molt "kitch". Tot és objecte d'idolatració. El cinema s'uneix amb la música per tal de fer circular la màquina dels diners a bon ritme. Tot es ven: les samarretes, els bolis, les taces de te, la pilota, la roba, les escalfadores, etc. Qualsevol element de l'estètica de tota artista és objecte de venda. De la Madona es venen els collars de crist, el seu look punk, les sabates, etc. I, la música, no fa altra cosa que acompanyar la tendència amb un so metàl·lic, provinent d'aquesta nova joia de la informàtica.
La perla d'or del pop aleshores és el Line Drums a la percussió i el DX7 al piano. És així com qui mira de comparar una guitarra espanyola amb una altra d'elèctrica. El so és radicalment diferent i, precisament per això, s'introdueix al pop. El DX7 és el nom del sintetitzador més utilitzat a l'època per compondre els èxits més sonats. Va ser utilitzat a Let's Dance d'en David Bowie i a tots els èxits de la Madonna. El Line Drums, per la seva banda, és una bateria electrònica que es resumeix a poc més que una taula de mixatge. El resultat és esfereïdor: un pop nou, atractiu i molt rítmic.
La melodia és tant enganxosa que el mateix rock empra els sintetitzadors per fer música. Bon Jovi, Def Leppard, The Police, Prince o els mateixos U2, tothom s'hi posa. Un cop a les botigues, la població compra les cassets i les introdueix als seus walk man. Un aparell més de la revolució digital. És l'ancestre dels mp3 i els iPods. Funcionava amb piles. La música era dins un casset de poc més d'un palmell de la mà. Tenia dues cares. La b, i la a. Això vol dir que l'usuari feia girar el casset per escoltar tot l'àlbum. Va revolucionar la compra de la música. Els LP havien estat molt útil fins aleshores però el walkman l'era encara més. Permetia escoltar música al metro, al tren, al bus o mentre es feia esport. Els patinets, amb escalfadores, pantalons curts i una bona dosi de color, acompanyaven els esportistes i el lleure de la mà del walk man.
De tot, aquest pop amb sintetitzadors es va conèixer com a pop sintètic. Els sons dels sintetitzadors van substituir la discoteca pels clubs de ball d'Europa. Es poden destacar artistes com ara Pet Shop Boys, Alphaville, Soft Cell, Depeche Mode, New Order, Gary Numan, The Human League, Thomas Dolby, Yazoo, Art of Noise, Heaven, A Flock of Seagulls, OMD, Japan, Bessons Thompson, Visage, Ultravox, Kajagoogoo, a-ha, Telex, Real Life, Erasure, Camouflage, London Boys, Modern Talking, Bananarama, Yellow Magic Orchestra, Sinead O'Connor, Terence Trent D'Arby, Fine Young Cannibals, Kool & the Gang, Billy Joel, Hall & Oates, Kenny Rogers, John Mellencamp, etc.
Aquest pop sintètic va ser la base per a un nou públic, l'adolescent. La indústria de la música estatunidenca va llençar tot una sèrie d'artistes pop que es qualificaven d'adolescent, encara que no deixa de ser del tot cert que el "pop adolescent" també s'escolta, i molt, entre el públic adult. Es podria parlar d'Exposé, Debbie Gibson, Tiffany, New Edition, Stacey Q, The Bangles, New Kids on the Block, Laura Branigan o Boy George. En paral·lel també van tenir molt èxit cantants de pop urbà com ara la Tina Turner, Lionel Richie, Michael Jackson, Donna Summer, Whitney Houston, Diana Ross, Lionel Richie o Prince.
Prince és una figura emblemàtica per a l'època. La seva estètica andrògena, el seu so, els clips i la seva empenta, el tornaren sens dubte en un artista molt, molt apreciat. Les seves vendes es calculen als milions. Discos de diamant, d'or, etc. Les recompenses li caigueren ràpidament. La seva figura inspirava, deleitava i feia somiar les masses. Tot plegat mentre la Paula Abdul aconseguia ser la primera artista a atènyer el número u amb un àlbum debut negre després de la dècada dels 1970. A banda, destaquen compositors com Morris Day, responsable d'èxits d'E. Sheena, Wendy & Lisa, Apollonia 6 o The Bangles. Hi ha igualment Tom Jones, Melissa Morgan, etc. La llista, però, no seria completa sense tots els artistes pop de dècades anterior o, simplement, cantautors dels 70 que durant els vuitanta s'atreviren a convertir-se al pop sintètic, com ara Phil Collins, John Lennon, Billy Ocean, Sheena Easton o Paul McCartney. A principis de la dècada de 1980, artistes australians com l'Olivia Newton-John, bandes com Men at Work, Air Supply i AC/DC van tenir èxit amb una certa reconversió al pop sintètic i amb rock clàssic. L'èxit d'Olivia Newton-John, Physical, superaria el Hot 100 durant deu setmanes i seria l'èxit més gran de la dècada als Estats Units; haurà venut sis deu millors senzills durant els anys 80.
La barreja de rap, hip hop, disco i pop sintètic va derivar en sons molt exquisits i exitosos entre cantants afroamericans com ara Jermaine Jackson, James Ingram, The S.O.S. Band, Stevie Wonder, Kool & the Gang, Jeffrey Osborne, Smokey Robinson, Earth, Wind & Fire, New Edition, Evelyn King, Marvin Gaye, The Jets, DeBarge, Midnight Star, Club Nouveau, Stephanie Mills, Jody Watley, Rockwell, Rene and Angela o Freddie Jackson.

#### Música, cinema i adolescents

Cartell de la pel·lícula Fama.

Barri Sèsam és la cara visible al món sencer dels programes de televisió infantils. Però, alhora, representa una nova etapa al món de la música. La televisió per cable va obrir també la via a explotar èxits musicals infantils. El món anglosaxó obre dos gèneres nous, el del pop teenengers, adreçat als adolescents i, d'altra banda, el pop infantil, adreçat als més petits. Però, la idea, no és gens nova.
Disney va ser la primera màquina de fer calés que va entendre que podia vendre més si presentava un producte musical. Fins als setanta és gairebé l'únic que s'hi dedica. Però amb l'arribada de les televisions privades, de la televisió cablada, la cosa canvia. Primer fixem-nos en la gran pantalla. Després d'uns anys de cinema basat en el catastrofisme i de l'experiència de la Nouvelle Vague, es recupera les superproduccions, aquesta vegada amb voluntat de produir pel·lícules de qualitat i rendibles. L'aparició i introducció del vídeo, i l'augment dels canals televisius per vies diferents, fan que el públic vegi més cinema que mai. Es fa avinent la necessitat de mostrar espectacularitat: pel·lícules amb molts efectes especials, actors-estrelles, elements per al merxandatge, acció, fantasia, humor, música i terror, making off, K7, VHS o moda, en resum, un cinema consumista. La clau de volta és una enquesta d'època. Una enquesta privada i no pública de l'MPPA desvetllà aleshores que el 90% del públic cinematogràfic eren joves adolescents i, per tant, la indústria del cinema estatunidenc es posa mà a l'obra per produir pel·lícules destinades únicament a aquest públic.
La idea es trasllada a la televisió mateix i entre el cinema i la caixa dels somnis, tornen els musicals, s'inventa el pop infantil i, de passada, es crea pop dedica únicament a adolescents. Flash Dance i Fame són les pel·lícules estrella de l'època. La banda sonora de totes dues es torna en una manera més de fer calés. Es venen cassets a carretades. Es posa de moda l'esport i els programes de televisió esportius. Això permet a la indústria de la música vendre més i més artistes. Cal un Physical per animar les classes d'aeròbic de la Jane Fonda. A França la lliçó s'aprèn i surt el famós programa de la Dorothée. L'emetia TF1 i eren tardes senceres de cant, espectacle i dibuixos animats. A Espanya la cosa es feia de la mà d'Els Pallassos de la Tele o Parchís.
Posteriorment, aquesta nova forma de vendre amb els xiquets de la casa, es reprèn amb recurrència. A Portugal s'ha fet diners amb Batatoon i Zip Zap i tot el seu repertori musical. Als Països Catalans i Andorra el canal Súper 3 lidera amb cançons per a nens. Les Macedònia han estat dins de l'àmbit catalanòfil l'intent de donar música adolescent en llengua catalana. A Castella, s'ha fet diners amb sèries de televisió que han mirat d'imitar Fame, com és el cas d'Un Paso Adelante o 18. Fora, S Club 7 o Glee són la imatge de contingut televisiu pensat per fer diners a ritme de pop.

| Alguns cançons infantils en català: - Arkandú - Benvinguts al Club - Soc així - Per molts anys Algunes cançons adolescents en català: - Súper Fashion de Macedònia - Bla, Bla, Bla de Macedònia - Shin Shan Dance, del 3XL | Algunes cançons infantils internacionals: - Baby Shark - Vol volar, Frozen - Un monde parfait, Ilona - Holly Dolly |

#### Futbol, nacionalisme i música
La idea de tornar les cançons d'estiu en himnes de futbol es gesta als vuitanta. A la segona meitat dels vuitanta, després de la Copa Mundial de Futbol celebrada a Mèxic, la música s'uneix al futbol per llençar a cada nova competició una cançó himne que s'escolti a totes les ràdios i televisions del món. És una manera més de vendre i treure profit d'un esport que es torna aleshores el rei arreu del planeta.
El futbol engendra quantitats esfereïdores de diners i només cal fixar-se en els sous que reben els mateixos futbolistes per adonar-se'n. La idea d'associar música i futbol es torna natural en aquesta època atès que hi ha una efervescència de la cultura pop. És del tot cert que es comencen a llançar himnes d'estiu a Amèrica Llatina però és finalment a Itàlia que s'aconsegueix un primer èxit mundial de música futbolística. Permet animar la grada, fer publicitat als mundials de futbol, guanyar més públic i, sobretot, anar reforçant el model olímpic de nacionalisme promogut durant el segle xx.
El moment estel·lar del gènere ha d'esperar-se a la dècada dels 1990. Queen corona amb We are the champions mentre Ricky Martin engega vertaderament la màquina de fer diners. Amb "La copa de la vida", estrenada l'any 1998 al mundial celebrat a França, el món es deixa seduir per aquesta nova mena de cançó cíclica.

| Algunes cançons de competicions esportives - Amics per Sempre de Los Manolo - La copa de la vida de Ricky Martin - Waka Waka de Shakira - We are the Champions de Queen - Boom! d'Anastacia - Força de Nelly Fortado - El Mundial, de Placido Domingos - Smash, de Poli Gagarina |

#### Utopia vuitanta
La música pop dels vuitanta s'ha tornat d'alguna manera una utopia. Els joves que varen viure-la hi veuen una època daurada. La mitifiquen, en part, empesos per la mateixa indústria de la música. De l'experiència dels vuitanta, les discogràfiques potencien la nostàlgia dins antigues capes de població que no són actualment joves i que no constitueixen obligatòriament el seu mercat principal. És a dir, vers els 1990 i 2000, les discogràfiques s'adonen que hi ha una capa de població que no conjuga amb les noves tendències de la música i que escolta més aviat els èxits de la seva joventut.
A partir d'aquest constat, es potencia la nostàlgia, a través de concerts, àlbums, ràdios, etc. Permet tornar a fer diners amb un pop que ja no s'escolta ni es produeix. Explota una part de la població que té diners, no està constrenyida pels pares, perquè ara els pares n'han esdevingut ells. I, tot aprofitant-ho, es posa en marxa pel·lícules que es re-ambienten en aquella època.
Aquesta nostàlgia ens permet parlar del llegat que ha deixat el pop sintètic. Hi tenim l'inici d'una era nova per al món del pop. Després de sis dècades amb cançons ensucrades, el pop torna amb molta força gràcies a un contingut consistent que li dona forma. El pop és actualment com és gràcies als vuitanta. És una dècada xarnera en què es forma definitivament el model d'indústria actual. L'evolució entre els 1950 i els 1970 dona peu a jugar amb un ventall ampli de sons i la indústria de la música ho trasllada al pop amb l'objectiu de tornar la producció d'obres musicals populars un negoci a escala planetària.

### Poetes del segle XX

#### Naixement del rap i el hip hop

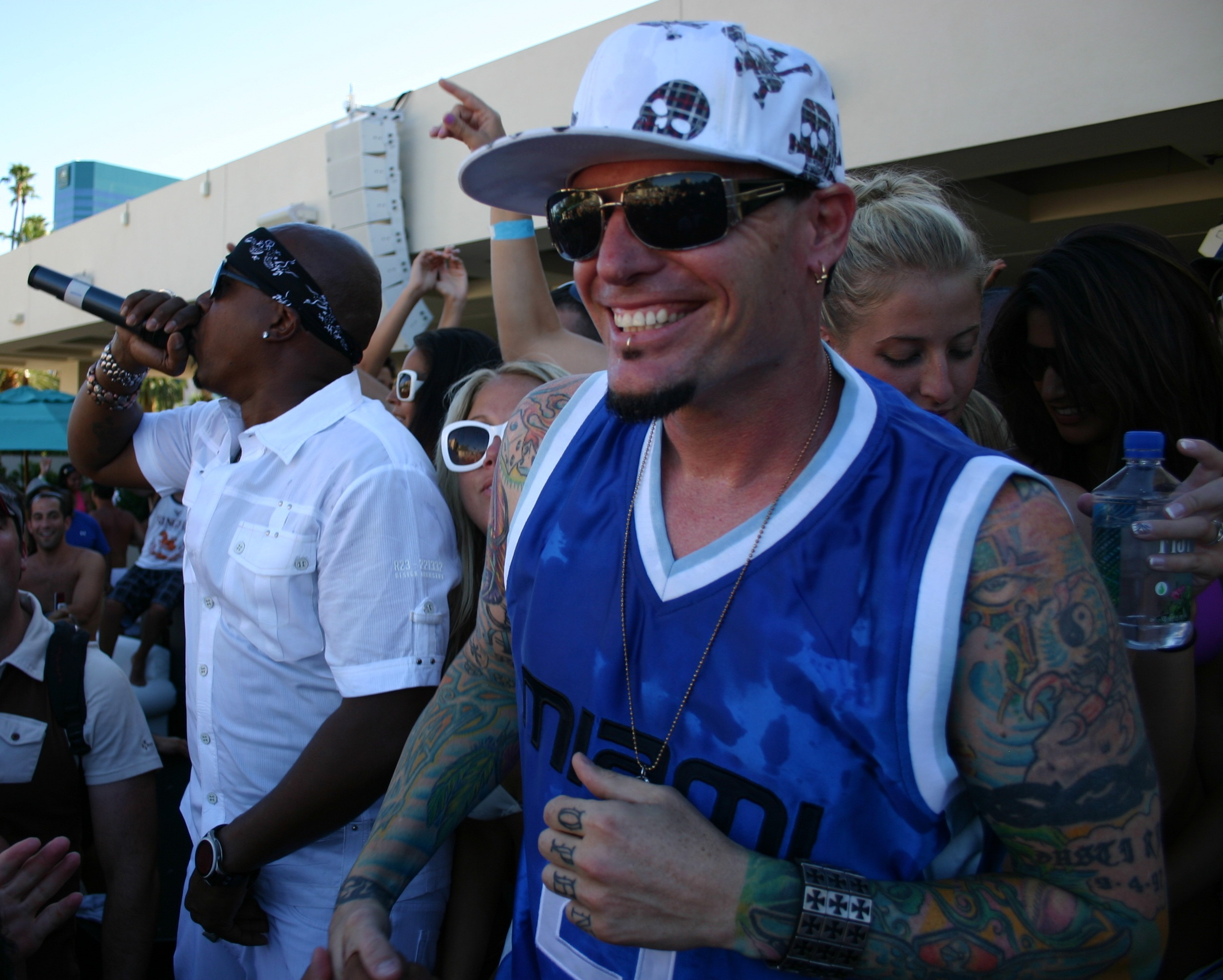
MC Hammer actuant amb Vanilla Ice el 2009.

El rap és una expressió. El pop també. Són dues cares i una mateixa societat. El rap, subgènere del hip-hop, és l'expressió enfurismada contra el sistema, representat pel pop. El pop és doncs el consum, la base del capitalisme, la societat del tot és rebutjable: ho compro, ho llenço. És una societat o sistema si fa no fa alineador, i, per tant, en un moment donat va generar el seu post-modernisme. Perquè, en efecte, el rap i el hop hop són post-moderns. Expressen el malestar contra un sistema racista, alineador i gens humanista.
Cal sortir de la festivitat del pop per adonar-se que els anys 1980 no foren únicament consum creixent, luxúria i arrogància de borratxera. Als Estats Units hi guanya Ronald Reagan, la qual cosa fa mutar profundament la societat estatunidenca. Torna una nova onada de conservadorisme que vist d'un punt de vista europea, sembla més d'extrema dreta que de dreta perquè, en efecte, a Europa molts cops es pregunta si els estatunidencs trien més aviat entre la dreta i l'extrema dreta, que no pas entre l'esquerra i la dreta. És època de persecució contra homosexuals i minories ètniques que es veuen molt més exposades a la SIDA a causa de les seves condicions de vida. El govern engega la màquina del neoliberalisme i es desfà de totes les ajudes a la cultura. Una dècada abans, s'ha hagut de canviar el sistema monetari arran de la caiguda dels preus del petroli. Per tant, el carrer més que de la joia, viu de la pobresa. Bé, no tothom, la pobresa és sobretot als barris menys favorits. Les comunitats negres són les més afectades. La vessant més extrema del nacionalisme estatunidenc retorna als valors d'una nació blanca, de parla anglesa i anglicana. D'alguna manera aquest ambient crea certa psicosi dins molta població afroamericana.
El rap i el hip hop són en realitat l'expressió de la protesta contra tot això. Es fa poesia de carrer. Un tipus de rima altament política. Prové del gòspel, del soul i de funky. És a dir, es tracta d'una vessant més parlada, menys cantada dels work songs. En realitat neix a la dècada dels 1960. El primer grup de rap conegut varen ser els Last Poets. Tenien unes composicions molt agressives. S'hi parla obertament de racisme, s'hi penja el Ku Kus Klan cap per avall. L'FBI se'n preocupa, els espia. El missatge és massa real, un xic obridor de consciències. Com que varen participar en algunes reunions dels Black Panters, l'FBI no va dubtar a perseguir-los. Però durant al dècada dels 1970 es van formant de mica en mica grups de rap i hop hop encara que tot allò era subcultura. No tingueren mai, de bon tros, l'exposició mediàtica que tingué el soul o el funky.
L'esclat d'aquesta música és en realitat una qüestió de publicitat. Allò que va fer canviar la balança va ser que durant els vuitanta, el rap va tenir exposició mediàtica i, encara que inicialment va semblar que allò era una moda passatgera, es va convertir en un nou gènere musical amb codi vestimentari, ball propi i trasllat a les arts plàstiques. Els xandalls, les gorres quadrades i les sabates esportives van ser el primer look del hip-hop. Anava acompanyat del breakdance que va tenir el seu moment de més publicitat amb la innocent i popera pel·lícula Flashdance. La població es desperta de cop i volta amb grafitis i tags a les estacions de metro. I, aquesta, és l'expressió plàstica del rap. Els grups de rap i hip hop havien nascut escoltant soul, funk, gòspel i reagge. Per això no varen limitar-se a una simple publicitat d'aparador, sinó que varen saber aportar un estil de música del tot nou.
El cop de publicitat definitiu va venir de Sylvia Robinson, mànager de la discogràfica Sugarhill Records. El segell venia música R&B clàssica i Robinson va veure un bon filó en el rap. Munta tot un operatiu per tal que els Sugarhill Gang siguin un èxit. Som l'any 1979 i als carrers, entre reagge i música negra, les drogues són una forma més de guanyar-se la vida davant la misèria imperant. Però, precisament, el cop de colze d'aquesta formació forneix tot els ets i uts per convertir el rap i el hip hop en una forma de fer diners. És la primera onada del rap que va tenir molt èxit gràcies a programes de televisió com "Yo MTV Raps".
Alguns grups i artistes en música rap i hip hop: Grandmaster Flash ant the Furious Five, Renegades of Funk, Kurtis Blow, Fatback, Joe Bataam, Rocksteady Crew, Crash Crew, MC Hammer, Fearless Four, Spoonie Gee, BOn Rock, Captain Rock, Dj Jackeyll & Mister Hyde, T-Ski, Treacherous Three, Brother D, Jonzun Crew, Afrika Bambaataa, Beastie Boys, DJ Kool Herc, Melle Mel, Whodini, Sugarhill Gang, Doug E. Fresh, Biz Markie, Buffy, Kurtis Blow, Run D.M.C., Beastie Boys, NWA, LL Cool J, Public Enemy, Eric B. & Rakim, Big Daddy Kane, Boogie Down Productions, Kid N Play, MC Lyte, EPMD, Salt N Pepa, and Ice-T, Schooly D, Slick Rick, Kool Moe Dee, Whodini, etc.
El rap es va estendre a tot el planeta i va tenir una primera edat daurada durant els vuitanta. Hollywood explota el mercat, traient pel·lícules sobre l'ambient rebel del hip-hop fins tornar-se notícia, no tant per les bones produccions, sinó perquè molts fans s'acaben matant degut al contingut de la música del seus ídols. Però, aleshores, el rap s'ha aburgesat. MC Hammer i Vanilla Ice es torna en la icona més rendible del rap més burgès possible. Patrocinat per la companyia de refrescos Pepsi, va rebre molta crítica perquè se'l titllava de venut i de treure la filosofia al rap. El rap conquereix el rock i l'èxit més aclaparador d'això va ser la combinació presentada a "Walk this way" dels Aerosmith. Antigues estrelles del doo-wop s'hi converteixen com és el cas d'en Jimmy Castor, conegut per "Hey Leroy". Jacques Morali, ideador de la boysband disco Village People, crea els Break Machine, un tipus de boysband rap. La pel·lícula israeliana Break Street 84 corona l'èxit del rap a tot el món. Cap al final de la dècada, Jonzun Crew renova el gènere introduint-hi música electrònica.
A Europa el rap i el hip hop va tenir debut a França, Flandes i Holanda. La resta del continent balla al ritme del pop, pel que fa el mainstream, i a ritme de rock, pel que fa als més crítics. França es torna amb el passatge del temps en un país capdavanter en matèria de rap i hip hop. Països com ara Portugal, Alemanya, nacions com ara els Països Catalans, no s'estan de potenciar-lo mentre que Castella, Anglaterra o Irlanda prefereixen donar veu al pop. I és que Els 40 Principals s'han negat gairebé sempre a promocionar el rap i només als 2000 ha pogut donar una imatge diferent amb Las Niñas. Així i tot, el continent europeu ha d'esperar-se a la segona onada dels 1990 perquè el rap i el hip hop es tornin massius.

#### R&B contemporani

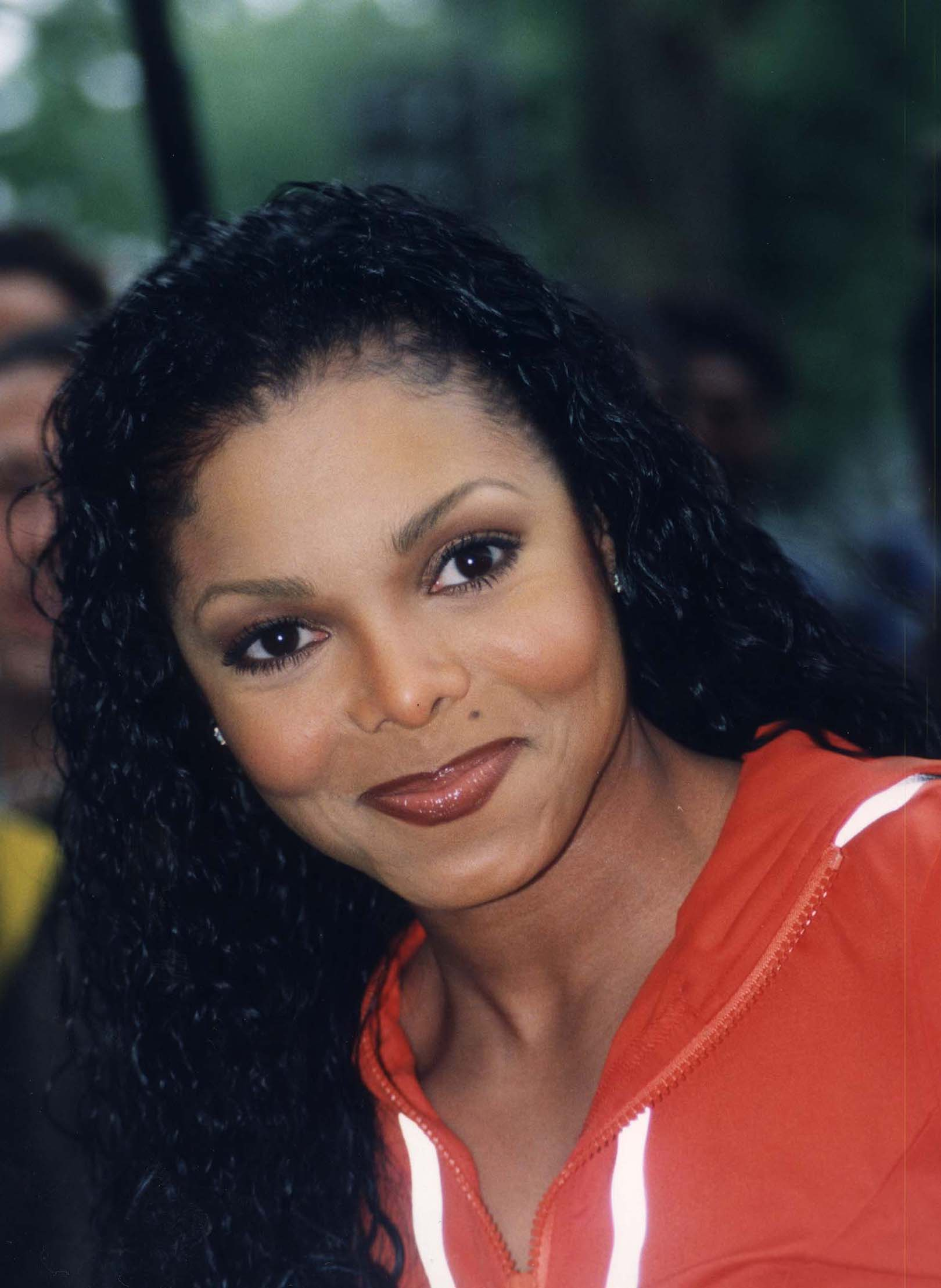
Janet Jackson

L'R&B contemporani es va originar als anys vuitanta, quan els músics van començar a afegir ritmes de disco, producció d'alta tecnologia i elements de hip hop, soul, funk i el blues, fent-lo més ballable i modern. L'R&B contemporani és doncs un llegat del hip hop i tota la música rap. Diríem fins i tot que és una continuació més ballable del rap. Entre els principals artistes d'R&B dels anys vuitanta hi havia Michael Jackson, Prince, Jermaine Jackson, James Ingram, The S.O.S. Band, Stevie Wonder, Kool & the Gang, Jeffrey Osborne, Smokey Robinson, Rick James, Diana Ross, Lionel Richie, Earth, Wind & Fire, Nova edició, Evelyn King, Marvin Gaye, The Jets, DeBarge, Midnight Star, Club Nouveau, Stephanie Mills, Jody Watley, Rockwell, Rene i Angela, i Freddie Jackson.
A mitjans dels anys vuitanta, molts dels treballs de Luther Vandross, Freddie Jackson, Sade, Anita Baker, Teddy Pendergrass, Peabo Bryson i altres van tenir molt èxit a les quiet storm. El terme s’havia originat amb l'àlbum A Quiet Storm de Smokey Robinson (1975) i designa el format de ràdios nocturnes. Les quiet storm s'han explicat com "la resposta R&B al rock més suau, per a un públic adult, tot i que estaven pensades principalment per al públic negre".
Tina Turner va tornar a la meitat dels anys vuitanta, mentre que Donna Summer, Diana Ross, The Pointer Sisters i Irene Cara van tenir èxit a les llistes de vendes a la primera meitat de la dècada. Whitney Houston, Janet Jackson i Jody Watley el van tenir a la segona meitat de la dècada. Amb la pel·lícula Flashdance hi va haver un esclat del gènere entre el gran públic i la Janet Jackson, germanda de Michael Jackson, va assolir grans èxits amb composicions fetes per Richard J. Ripani. La Janet, tot i no tenir el mateix èxit que el seu germà, representa una figura "important per al desenvolupament de l'R&B per diverses raons". La cantant, juntament amb els seus productors, Jimmy Jam i Terry Lewis, "van elaborar un nou so que fusionava els elements rítmics del funk i la discoteca, juntament amb fortes dosis de sintetitzadors, percussió, efectes sonors i certa sensibilitat cap a la música rap". Teddy Riley va començar a produir enregistraments d'R&B amb influències del hip hop. Aquesta combinació d'estil R&B i ritmes de hip hop es va fer anomenar new jack swing i es va aplicar a artistes com Bobby Brown, Keith Sweat, Guy, Today, Wreckx-n-Effect, Big Daddy Kane, Kool Moe Dee, Heavy D & the Boyz, Tammy Lucas, Nayobe, Abstrac, Deja, Starpoint i Bell Biv DeVoe.
Michael Jackson va continuar sent una figura destacada del gènere a finals dels anys vuitanta, després de la publicació del seu àlbum Bad (1987), que va vendre 6 milions de còpies als Estats Units als anys 80, i va vendre més de 30 milions de còpies a tot el món. El disc de Janet Jackson de 1989, Janet Jackson's Rhythm Nation 1814, va continuar desenvolupant l'R&B contemporani fins a la dècada de 1990.

#### La música pirata

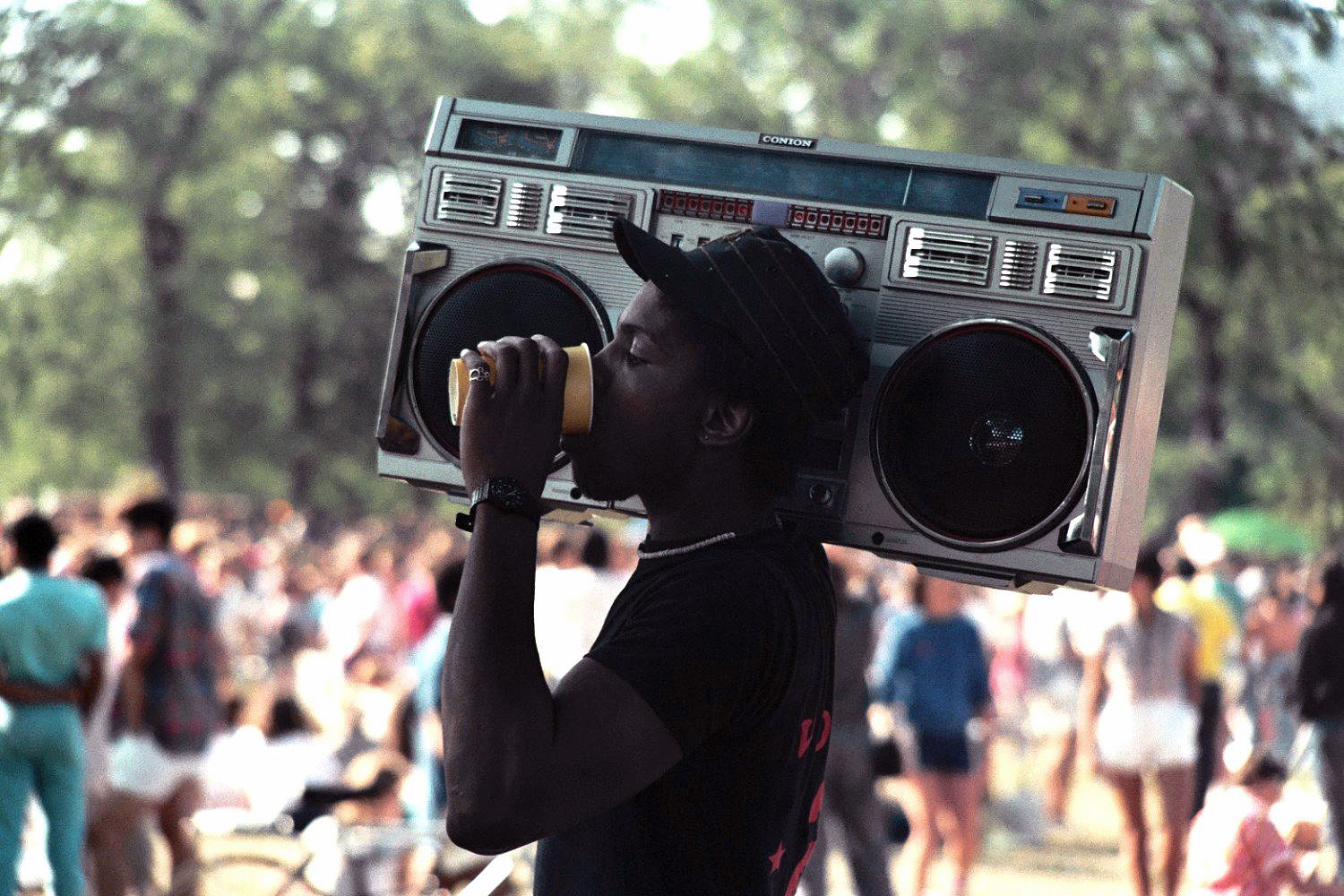
Un home amb un radiocasset, 1985

Des que comença el segle XX que es forma tota una indústria de fer diners al voltant de la música. Els Beatles, per exemple, foren la imatge d'un merxandatge molt ben explotat. Hollywood és la primera que va voler fer diners amb la música i a gairebé cada dècada treia alguna pel·lícula pensada per vendre'n la banda sonora. La televisió, quan apareix, també s'hi posa. I, el motius, no són més reveladors. Atènyer el número u de les vendes és fer diners a carretades en l'espai d'una setmana. Els estalvis de tota una vida del compte bancari d'una família de classe mitjana, s'arriba a guanyar amb una única cançó, encara que només hagi estat sonant to l'estiu i prou.
La base de tot plegat són els discos. El format de música per emportar es torna un negoci molt lucratiu durant el segle XX i, més encara, a la dècada dels vuitanta amb els cassets. Era un tipus de format molt pràctica que va revolucionar la manera de traslladar la música amb els radiocassets. Es tracta d'uns aparells que es podien agafar, posar-hi piles per fer-los funcionar i anar pels carrers ballant amb altaveus.
El món del rap i del hip hop són els primers a fer-ne ús al carrer. Era una manera rebel i molt juvenil de reivindicar la música. El so raper va utilitzar els radiocassets per popularitzar el breakdance entre la població. S'agafava una plaça, una vorera o qualsevol altre lloc de la ciutat i, un cop a terra, posada la casset, hom podia veure ballar i fer-se un ple de "flow". L'aparell permetia ballar al mateix temps que s'agafava, és a dir, contràriament als discos de vinil, amb els radiocassets, hom podia anar amb la música al coll i ballar sense que hi hagués talls.
La cara més fosca dels cassets i els radiocassets va ser la música pirata. Per primer cop s'inventava la manera de copiar de forma casolana la música que contenien els cassets venuts per les discogràfiques. Això va tenir punts positius i negatius. Positius perquè permetia a la població mancada de diners escoltar música. També feia circular amb més facilitat els cantants més escoltats del moment, és a dir, permetia fer-ne créixer la popularitat. Però, a canvi, les discogràfiques perdien diners perquè els radiocassets permetien copiar música sense pagar els drets d'autors corresponents.

### Les noves tendències del rock
Començant el 1983 i assolint el màxim èxit entre el 1986 i el 1990, la dècada va veure el ressorgiment de la música hard rock i l'aparició del seu subgènere, el glam metal. Grups com AC/DC, Queen, Def Leppard, Kiss, Mötley Crüe, Bon Jovi, Quiet Riot, Scorpions, Europa, Ratt, Twisted Sister, Poison, Dokken, Whitesnake i Cinderella van ser dels artistes més populars de la dècada. La dècada de 1980 va veure l'aparició de la popular banda de rock dur Guns N' Roses i els èxits d'Aerosmith i Alice Cooper a finals dels anys vuitanta. L'èxit de Van Halen es va estendre durant tota la dècada, primer amb el cantant David Lee Roth i més tard amb Sammy Hagar. Queen, que havia ampliat la seva música a gèneres experimentals i creuats a principis dels anys vuitanta, va tornar al hard rock liderat per la guitarra de The Miracle. A més a més, algunes dones van aconseguir assolir l'estrellat del hard rock dels anys vuitanta: Pat Benatar, Ann i Nancy Wilson dels Heart. Són exemples excel·lents d'èxit femení en el rock dur, igual que les dues exjugadores Joan Jett i Lita Ford.
La tendència de l'arena rock dels anys setanta va continuar als anys vuitanta amb grups com Styx, Rush, Journey, Foreigner, REO Speedwagon, ZZ Top i Aerosmith.
Tradicionalment associat (i sovint confós) amb el hard rock, el heavy metal també va ser molt popular al llarg de la dècada, amb Ozzy Osbourne assolint èxits durant la seva carrera en solitari; bandes com Iron Maiden, Judas Priest i Dio també van ser artistes britànics molt populars. El pioner del speed metal Motörhead va mantenir la seva popularitat mitjançant els llançaments de diversos àlbums. Artistes de subcultura van produir una sèrie de subgèneres de metall més extrems i agressius: el thrash metal va irrompre amb grups com Metallica, Slayer, Exodus, Anthrax i Megadeth. A finals dels anys vuitanta, Metallica assoliria un èxit generalitzat i es convertiria en un dels grups més venuts de tots els temps. Altres estils com el death metall i el black metal seguirien sent un fenomen subcultural.

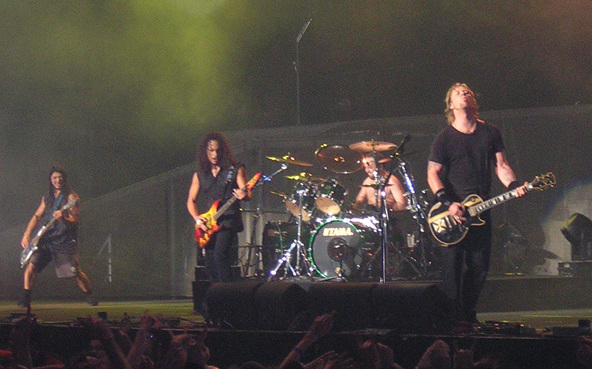
Metallica en concert, 2003

La dècada també va suposar l'aparició d'una cadena de virtuosos de la guitarra: Eddie Van Halen, George Lynch, Joe Satriani, Steve Vai, Randy Rhoads, Jason Becker i Yngwie Malmsteen van aconseguir el reconeixement internacional per les seves habilitats. Tot i que són considerablement menys nombrosos, els virtuosos del baix també van guanyar força als anys vuitanta: Geddy Lee (de Rush), Billy Sheehan (de David Lee Roth i Mr. Big fame), Cliff Burton (de Metallica) i el baixista de metall alternatiu/funk Les Claypool (The Fame Primus). El fundador i baixista d'Iron Maiden, Steve Harris, també ha estat elogiat nombroses vegades pel seu estil galopant de baix.
Tant el hard rock com el heavy metal eren gèneres en viu extremadament populars i les bandes van fer una extensa gira per tot el món.

#### Heavy metal

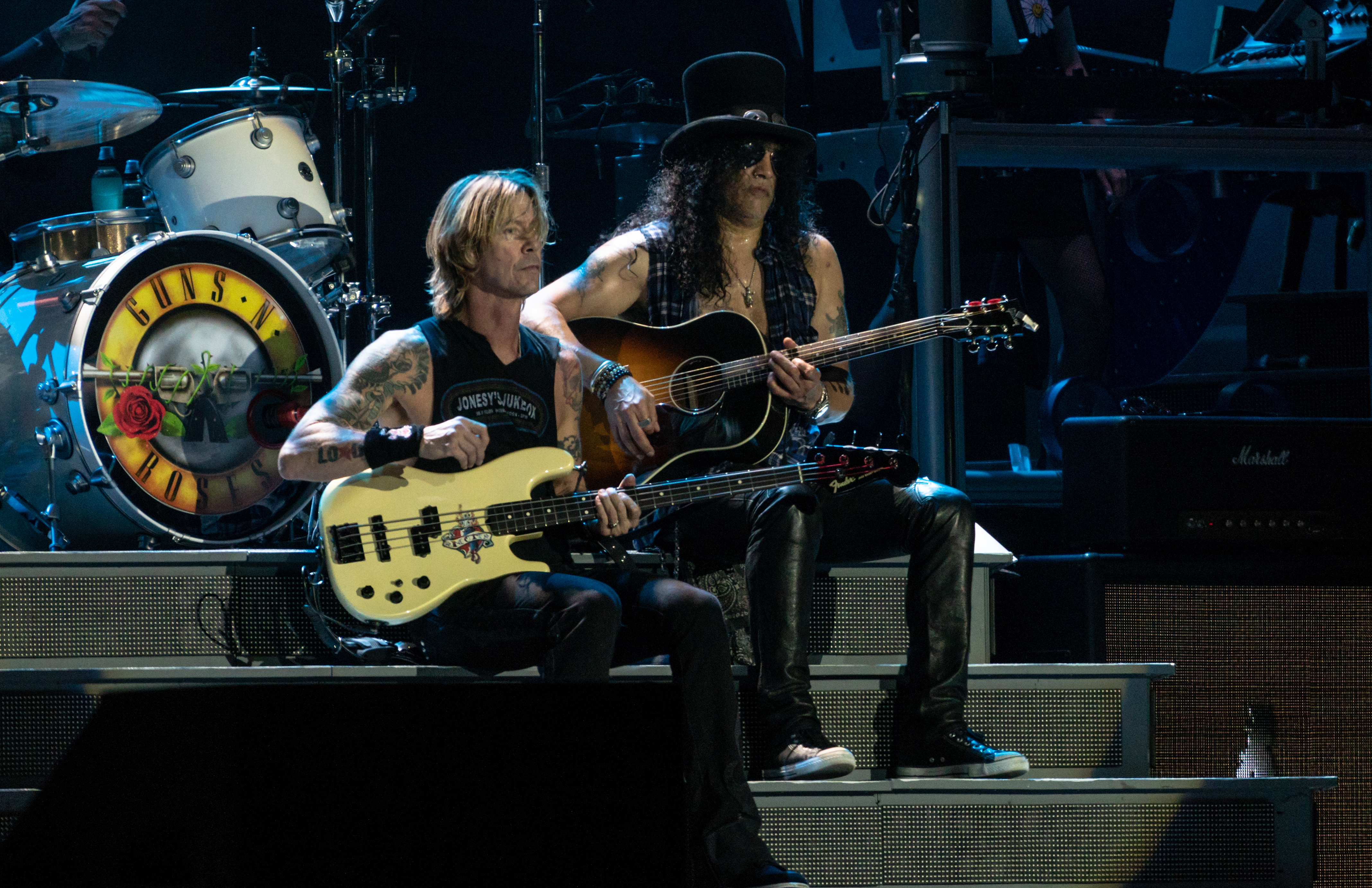
Duff McKagan i Slash, Gunsn'n'roses

A principis dels anys vuitanta, la nova onada de heavy metal britànic va irrompre en el principal corrent rock, ja que els àlbums de Judas Priest, Iron Maiden, Saxon i Motörhead van arribar al top 10 britànic. El 1981, Motörhead es va convertir en el primer d'aquesta nova categoria de grups de metall amb No Sleep 'til Hammersmith. Després d'una sèrie de 10 àlbums al Regne Unit, l'àlbum homònim de Whitesnake el 1987 va tenir el seu èxit comercial més gran, amb èxits com "Here I Go Again" i "Is This Love", cosa que els va valer una nominació als Brit Award al millor grup britànic. Molts artistes del heavy metal, inclòs Def Leppard, es van beneficiar de l'exposició a la xarxa de televisions Associated Television i es van convertir en la inspiració del Glam metal estatunidenc. Tanmateix, a mesura que el subgènere es fragmentava, gran part de l'impuls creatiu es va desplaçar cap a Amèrica i l'Europa continental (especialment Alemanya i Escandinàvia), que van produir la majoria dels nous nous subgèneres de metall, que van ser assumits després per artistes britànics. S'hi inclou el thrash metal i el death metal, tots dos desenvolupats al Regne Unit; el black metal i el power metal, tots dos desenvolupats a l'Europa continental, però influenciats per la banda britànica Venom; i Doom, que es va desenvolupar als Estats Units, però que aviat van ser adoptades per moltes bandes d'Anglaterra, inclosos Pagan Altar i Witchfinder General.
El heavy metal va tenir molt mala fama tot i el seu èxit. Associacions de pares i d'altra mena varen denunciar la indústria de la música perquè es van començar a donar casos de suïcidi entre joves degut a allò que escoltaven del heavy metal. El procés que es va dur a terme als Estats Units no va aconseguir prohibir la difusió d'aquest gènere de música però tots els discos varen haver de ser etiquetats amb advertiments de la perillositat del contingut. El heavy metal es va tornar molt polèmic.

#### Rock gòtic
La música rock gòtica es va desenvolupar fora del post-punk a la fi dels anys setanta. Entre les primeres bandes de rock gòtic destacades hi ha Bauhaus (el "Bela Lugosi's Dead" se cita sovint com el primer disc gòtic), Siouxsie and the Banshees, The Cure, The Sisters of Mercy i Fields of the Nephilim. El rock gòtic va donar lloc a una subcultura gòtica més àmplia que incloïa clubs, diverses tendències de la moda i nombroses publicacions que van créixer en popularitat als anys vuitanta, guanyant notorietat en estar associats per diversos pànics morals sobre el suïcidi i el satanisme.

#### Després del punk
Algunes de les bandes punk amb més èxit, com Siouxsie and the Banshees i els Psychedelic Furs, també van continuar amb la carrera durant els anys vuitanta. Membres de Bauhaus i Joy Division van voler explorar nous territoris estilístics amb Love and Rockets i New Order respectivament.
La segona generació de bandes post-punk britàniques que va irrompre a principis dels anys vuitanta foren The Smiths, The Jesus and Mary Chain, The Cure, the Fall, the Pop Group, the Mekons, Echo and the Bunnymen i Teardrop Explodes, tenint a allunyar-se dels foscos paisatges sonors.
Tot i que la primera cançó d'èxit The Police, "Roxanne", va ser escrita per Sting el 1978 (arribant al número 12 a les llistes britàniques aquell any), la cançó va continuar creixent en popularitat als anys vuitanta juntament amb la banda. I, malgrat que The Police tenia les seves arrels en el post-punk, el seu èxit final (quatre àlbums d'estudi número u consecutius al Regne Unit) i el mega-estrellat van ser possibles a poder al rock d'estadi, com ara Wembley, l'Oakland Coliseum i el Maracanã a Rio de Janeiro. A banda, U2 són l'únic altre grup amb orígens post-punk a seguir i aconseguir el tipus d'èxit mundial més esperat. Procedents d'Irlanda van incorporar elements de la imatgeria religiosa juntament amb comentaris polítics a la seva música, d'un rock més aviat classicot, i vers els finals dels anys vuitanta s'havia convertit en una de les bandes més famoses del món.
Tot i que moltes bandes post-punk van continuar enregistrant i actuant, va disminuir en popularitat a mitjans dels anys vuitanta, ja que els artistes es van dissoldre o es van desplaçar per explorar altres àrees musicals, per bé que la seva música ha continuat influenciant el desenvolupament del rock i s’ha erigit com a element important en la creació del moviment de rock alternatiu.

#### Rock alternatiu

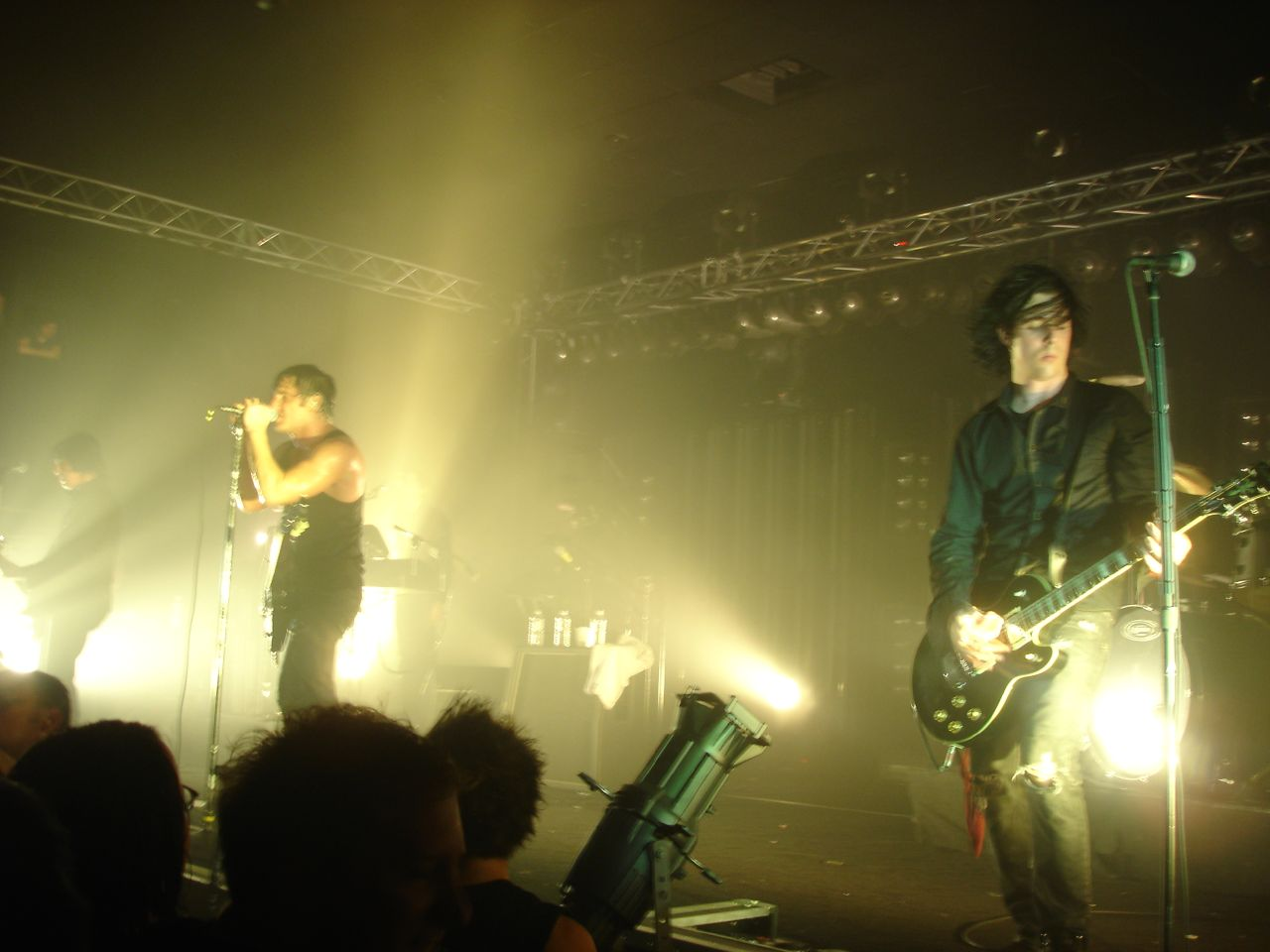
Nine Inch Nails

El 1984, la majoria de grups que havien signat amb segells discogràfics independents explotaven una gran varietat d'influències del rock i particularment del rock dels anys seixanta. Això va representar una forta ruptura amb els anys post-punk futuristes i hiper racionals.
Al llarg dels anys vuitanta, el rock alternatiu va ser principalment un fenomen subcultural. Si bé de vegades una cançó esdevindria un èxit comercial o els àlbums rebrien elogis en publicacions populars com la revista The Rolling Stone, el rock alternatiu dels anys vuitanta va quedar relegat principalment a segells discogràfics independents, fanzines i estacions de ràdio universitàries. Grups alternatius van crear seguiments underground publicant àlbums de baix pressupost constantment i regularment. En el cas dels Estats Units, es formarien noves bandes arran de les bandes anteriors, que van crear un extens circuit underground a tot Amèrica, plens de diferents artistes a diverses parts del país. Tot i que els artistes alternatius estatunidencs dels anys vuitanta mai no van generar vendes d'àlbums espectaculars, van exercir una influència considerable en els músics alternatius posteriors i van establir les bases del seu èxit.
Les primeres bandes alternatives estatunidenques com REM, The Hits, The Feelies i Violent Femmes van combinar influències punk amb música folk i influències musicals convencionals. R.E.M. va ser l'èxit més immediat; el seu àlbum debut, Murmur (1983), va entrar al Top 40 i va generar diversos seguidors del pop jangle. Moviments pop alternatius i indie van sorgir en altres parts del món, des del paisatge subcultural de Los Angeles (The Bangles, Rain Parade) fins a Escòcia (Aztec Camera, Orange Juice), Austràlia (The Church, The Triffids) i Nova Zelanda, So Dunedin (The Clean, The Chills).
Els segells discogràfics indie estatunidencs SST Records, Twin/Tone Records, Touch and Go Records i Dischord Records van presidir el canvi del hard punk que aleshores dominava l'escena underground als estils més diversos de rock alternatiu que estaven sorgint. Les bandes de Minnesota Hüsker Dü i The Replacements van ser indicatives d'aquest canvi. Totes dues van començar com a bandes de punk, però aviat van diversificar els seus sons i es van tornar més melòdics.
A finals dels anys vuitanta, l'escena alternativa estatunidenca estava dominada per estils que van des del pop alternatiu peculiar (They Might Be Giants i Camper Van Beethoven), fins al noise rock (Big Black, Swans) i al rock industrial (Ministry, Nine Inch Nails) o Grunge primerenc (Mudhoney, Nirvana). Aquests sons van ser seguits al seu torn per l'arribada de The Pixies de Boston i Jane's Addiction de Los Angeles.
Les bandes estatunidenques de rock alternatiu dels anys vuitanta inclouen Hüsker Dü, The Replacements, Minutemen, R.E.M., Dinosaur Jr., Pixies i Sonic Youth, que eren populars molt abans del moviment Grunge de principis dels anys noranta.
Entre els nous cantants i compositors hi havia Michael Jackson, Bruce Springsteen, Tom Petty, Mark Heard, Lucinda Williams, Patti Smith, Rickie Lee Jones, Terence Trent D'Arby, Stevie Nicks, Suzanne Vega, Cheryl Wheeler i Warren Zevon. Artistes del rock i fins i tot del punk com Peter Case, Phil Collins i Paul Westerberg van passar fer carrera com a cantants solistes. En aquest context, destaquen dones com ara Tracy Chapman, Nanci Griffith, k.d. lang i Tori Amos.

#### Els retorns
Diverses bandes de rock més antigues van tornar en gran. Bandes originàries de principis i mitjan anys seixanta, com The Beach Boys i The Kinks, van tenir èxits amb "Kokomo", "Come Dancing" i "Do It Again". Grups amb popularitat a mitjan anys setanta com Steve Miller Band i Steely Dan també van tenir èxits amb "Abracadabra" i "Hey Nineteen". El cantant i compositor Bruce Springsteen va atènyer molta popularitat dins el pop gràcies a Born In The USA. Stevie Ray Vaughan i George Thorogood van provocar un renaixement del blues. La banda de hard rock de gran èxit Led Zeppelin es va dissoldre després de la mort del bateria John Bonham el 1980, mentre que els contemporanis AC/DC van continuar tenint èxit després de la mort de Bon Scott. El country rock va experimentar un declivi després de l'accident aeri de Lynyrd Skynyrd el 1977 i la dissolució del 1980 de la banda amb més èxit del gènere, The Eagles. The Grateful Dead va tenir el seu major èxit del seu propi repertori amb "Touch of Grey". The Who va aconseguir proporcionar èxits com ara "You Better You Bet" i "Eminence Front" abans de cremar-se després de la mort del seu bateria Keith Moon.
El hard punk va florir a principis i mitjans de la dècada de 1980, amb grups capdavanters del gènere com Black Flag, Bad Brains, Minor Threat, Suicidal Tendencies, D.O.A. i Dead Kennedys, entre d'altres. Va començar a minvar a la segona meitat de la dècada. Tanmateix, experimenta un fort impuls a finals dels anys vuitanta amb grups emergents com Operation Ivy i Green Day que definirien no només l'anomenat so “East Bay”, sinó que impactaria en el punk i el so alternatiu de la propera dècada. Alguns dels quals encara existeixen avui dia.
Els anys vuitanta van resultar ser un moment difícil per a molts veterans dels anys seixanta i setanta, molts dels quals eren incapaços o estaven poc disposats a adaptar-se a les tendències actuals. Icones musicals com Bob Dylan, Neil Young i The Rolling Stones van llançar àlbums que sovint eren de mala qualitat i van set criticats per intents de lluitar contra els temps canviants. MTV, en particular, va ser un problema per a molts artistes, ja que donava un avantatge a la joventut, la bona aparença i la demostració. Els artistes que es van relacionar-hi amb la música disco també van caure en desgràcia i sovint se'ls va prohibir ser a la ràdio.

#### La conversió de Queen
El grup de rock d'estadi Queen va viure el seu auge i la seva decadència al mateix temps durant els anys 1980. A mitjan de dècada el seu cantant, Freddie Mercury, abandona el grup per fer carrera en solitari. Treu dos discos molt exitosos i comença la nova dècada en gran amb la col·laboració amb la catalana Montserrat Caballé en motiu dels Jocs Olímpics de Barcelona. L'actuació amb la Montserrat va ser de les més espectaculars i és dins l'imaginari col·lectiu dels Països Catalans, Andorra i bona part d'Europa.
Queen es passa durant els 1980 al pop i va abandonar de mica en mica el rock. El grup té dificultats a continuar caminant perquè en Freddie expressava com més anava més desavinences amb els companys de grup. Volia començar una carrera en solitari i és efectivament així. Vers el 1985 estrena el seu primer debut en solitari i ateny un èxit espectacular a tot el món capitalista. Però, alhora, la fama acaba per pujar-li al cap i això topa amb els membres de Queen que arran de la separació, cauen a les llistes de venda.
Freddie és un personatge molt estimat sigui per la seva capacitat vocal, per les seves actuacions, la seva música i el seu paper a la banda. Va morir a causa de la SIDA. La seva mort va ser notícia a tots els noticiaris televisius de tot el planeta. El cantant es troba aigua avall quan és diagnosticat de la SIDA. Fou dels primers artistes a ser-ne diagnosticat i això es va donar en un moment de creixement de l'estigmatització envers el col·lectiu homosexual. Aparèixer als telediaris perquè havia enxampat la SIDA era sinònima, en aquella època, d'ésser homosexual i això va xocar el públic. La SIDA es va diagnosticar inicialment en persones homosexuals i de seguida va córrer la falsedat que l'homosexualitat és sinònim de malaltia.
Aleshores ningú sabia d'on venia la SIDA i per això va començar tot un període d'estigmatització. En no haver-hi vaccins, que de fet segueixen sense existir, Freddie va morir a la dècada dels 1990. La seva figura és de les més emblemàtiques de la dècada dels 1980 i és un ítem més per a la història de la música.

## Amèrica

### Amèrica del nord

#### El sounds system i el dancehall

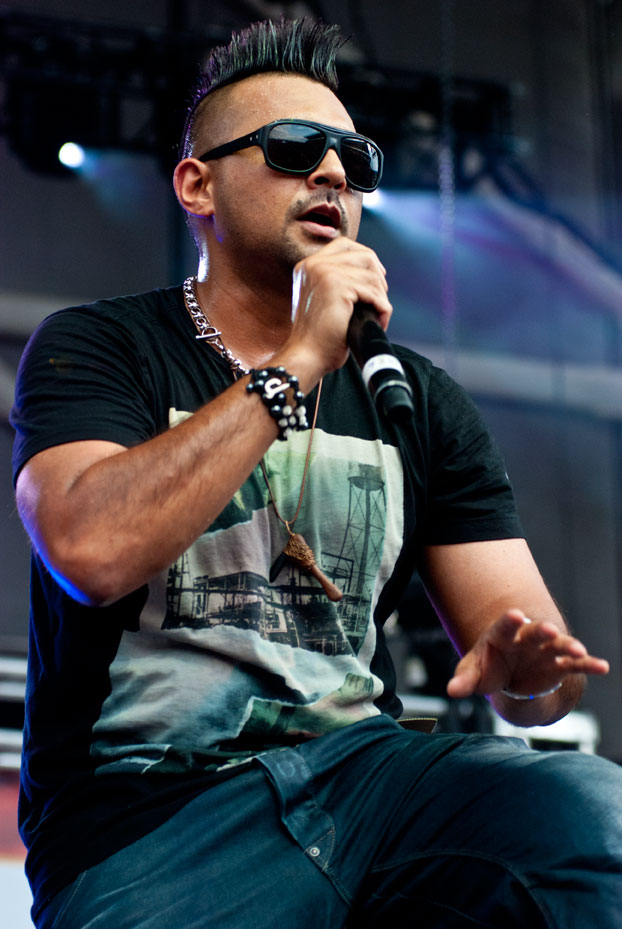
Sean Paul, estrella del dancehall més coneguda al món

El dancehall (literalment "sala de ball") és un tipus de música popular jamaicana que va aparèixer als barris pobres de Jamaica entre drogues i armes al final dels anys 1970. És una variant més del reagge i una de les personalitats més conegudes del dancehall són Sean Paul, Vybz Kartel, Yellowman, Mavado i Eek-A-Mouse. El dancehall va dur una nova generació de productors com en Linval Thompson, Gussie Clarke i Jah Tohmas. Durant els vuitanta va tenir molta popularitats i amb la introducció d'instruments electrònics el gènere va agafar una importància i una canvi molt grans.
Sovint es parla de sounds system quan es vol designar el dancehall perquè al seu conjunt, aquest gènere presenta una forma particular, amb tot un sistema de consum que es reflecteix a la vestimenta o al ball mateix. Com en el cas del rap i del hip hop, el dancehall va esdevenir una manera alternativa de fer diners per no haver de passar per les drogues. La capital de Jamaica, Bringston, hi acumulava barris amb pobresa i la droga era un mètode de sobreviure-hi. És en aquest ambient que nasqueren les primeres estrelles del dancehall com ara Mavado, Elephant Man, Beenie Man, Vybz Kartel, etc.
El dancehall és l'expressió de fúria contra el colonialisme britànic. El país que recentment s'havia independitzat de la Gran Bretanya havia de patir en cara les patrulles de la policia britànica i això no agradava gens ni mica, sobretot si tenim en consideració la pobresa amb què es va deixar la colònia. El gènere ens parla doncs d'una mutació de la població jamaicana. Els primers aventurers del dancehall varen muntar tot un sistema al voltant d'aquest gènere per tal de tornar-lo un èxit. Conscients de les dificultats econòmiques que s'hi vivia, amb uns 1500 dòlars jamaicans proven de penetrar a les ràdios del país per apujar a les llistes d'èxits del propi país. Rrere hi ha una primera etapa d'enregistrament, una segona de mixatge i finalment una darrera i última de promoció. És en aquesta que es mira fer el salt i, de tot plegat, s'acaba associant el dancehall a un sistema industrial.
Efectivament el dancehall adopta les formes de fer de la indústria de la música blanca dels Estats Units. És una manera de reivindicar-se, de demostrar que també es pot, encara que no siguis blanc, ni estatunidenc. I és que posada a la pràctica, el dancehall i el seu sounds system va donar de menjar a venedors de refrescos gràcies al merxandatge. També a les de concert, al transport públic, a agents de seguretat, a tèncics, a botigues de discos, etc.

#### Entre neotradicionalistes i Country-pop

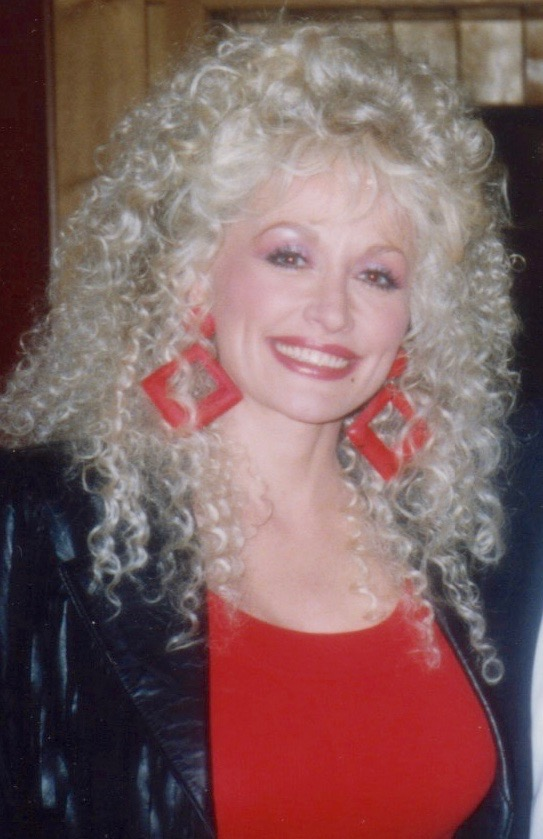
Dolly Parton

Quan començaren els anys vuitanta, la música country influenciada pel pop era l'estil dominant, a través d'artistes com Kenny Rogers, Ronnie Milsap, T.G. Sheppard, Eddie Rabbitt, Crystal Gayle, Anne Murray i Dolly Parton. La pel·lícula Urban Cowboy del 1980, una comèdia romàntica protagonitzada per John Travolta i Debra Winger, va generar un èxit amb la banda sonora que eren cançons country d'estil pop, cosa que inclou a "Lookin 'for Love" de Johnny Lee, "The Devil Went Down to Georgia" de Charlie Daniels Band, "Could I Have This Dance" de Murray i "Love the World Away" de Rogers. Les cançons i la pròpia pel·lícula van donar lloc a un boom tot començar la dècada de música country fusionada amb el pop. L'època es coneix de vegades com a "Moviment de Cowboys Urbans". A mitjan anys vuitanta, el públic de música country començava a cansar-se del country-pop. Tot i que alguns artistes del pop-country van continuar gravant i publicant cançons i àlbums d'èxit, el gènere, en general, començava a patir. El 1985, un article del New York Times declarava la música country "morta". No obstant això, en aquest moment, diversos nouvinguts treballaven entre bastidors per revertir aquesta percepció.
L'any 1986 van aparèixer diversos artistes nous que van atrevir-se amb un estil tradicional de country, com ara l'honky-tonk. Això va provocar un nou moviment "tradicionalista", o el retorn a la música country més tradicional. Entre els artistes més reeixits hi va haver Randy Travis, Dwight Yoakam, Ricky Van Shelton i Holly Dunn. A més, artistes com Kathy Mattea i Keith Whitley, que havien actuat uns anys abans, van tenir els seus primers èxits importants durant el 1986; Mattea tenia un estil més popular, mentre que Whitley feia pur honky-tonk. Però el nou moviment tradicionalista ja s'havia imposat ja el 1981, quan els nouvinguts com Ricky Skaggs i George Strait van tenir els seus primers grans èxits. Reba McEntire va tenir el seu primer gran èxit el 1980, seguida d'altres 15 singles d'èxit número u durant la dècada. A més, el compositor-guitarrista i prodigi dels Chet Atkins, Steve Wariner, es va tornar popular a partir de principis dels anys vuitanta. Un altre període de boom per als nouvinguts tradicionalistes va ser el 1989, quan artistes com Clint Black, Garth Brooks, Mary Chapin Carpenter, Lorrie Morgan i Travis Tritt van tenir els seus primers grans èxits. D'acord amb el moviment neotradicionalista, Dolly Parton, Linda Ronstadt i Emmylou Harris es van unir per llançar l'àlbum Trio, que va obtenir el Platí de 1987. Compost principalment de cançons tradicionals amb arranjaments acústics, l'àlbum va guanyar un Grammy el 1988 a la millor col·laboració country.
Els duos vocals també eren populars a causa de les seves harmonies, sobretot els germans Bellamy i The Judds. Algunes de les cançons dels germans Bellamy inclouen ganxos carregats de doble sentit, en cançons com ara "Do You Love as Good As You Look". The Judds, un duo mare-filla, va combinar elements del pop contemporani i música country tradicional en cançons com "Why Not Me" i "Grandpa (Tell Me 'Bout the Good Ol' Days)".
Els grups de música country van continuar augmentant en popularitat durant els anys vuitanta. El més reeixit va ser Alabama, una banda amb seu a Fort Payne que barrejava sons tradicionals i pop-country amb rock del sud. Les entrades dels seus concerts es van esgotar regularment, mentre que els seus llançaments discogràfics van arribar sovint al número 1 de la llista Billboard Hot Country Songs. El 1989, Alabama va ser nomenat Artista de la Dècada per l'Acadèmia de la Música Country. A finals dels anys vuitanta, el grup havia venut més de 24 milions d'àlbums als Estats Units. The Oak Ridge Boys i The Statler Brothers van proposar un country d'estil gospel i country-pop. La popularitat d'aquests grups va provocar un boom a finals dels anys vuitanta, amb les incorporacions de Restless Heart i Exile.
Tot i el so popular del pop-country, els artistes més duradors dels anys 70 i anteriors van continuar gaudint d'un gran èxit. George Jones, un dels més longeus de l'època, va gravar diversos senzills, inclòs l'aclamat per la crítica "He Stopped Loving Her Today". Conway Twitty va continuar tenint una sèrie d'èxits número 1, amb "Desperado Love" del 1986 convertint-se en el seu número 40 en la llista de Billboard Hot Country Singles, un rècord que va mantenir-se durant gairebé 20 anys.

#### Música house, tecno i dance: les premisses

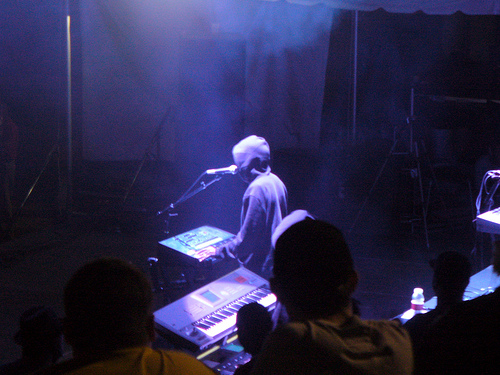
Model 500

Als vuitanta, la música de ball, associada al disco a la dècada anterior, pateix certa evolució i es transforma en house. Es va tornar molt popular al propi país abans no prengués les regnes dels èxits a la dècada següent. Influenciat en gran manera per la música electrònica de Kraftwerk, el house es va popularitzar a través de discoteques regionals als anys vuitanta, convertint-se en el tipus de música predominant a les discoteques.
La música house és un estil de música electrònica de ball que es va originar a Xicago, Illinois, a principis dels anys vuitanta. La música house va estar fortament influenciada per elements de soul, disco i funky. Es va donar a conèixer amb discjòqueis pioners com ara Ron Hardy i Lil Louis, a causa de botigues de discos locals i gràcies als populars espectacles Hot Mix 5 de l'emissora de ràdio WBMX-FM. Trax Records i DJ International Records, segells locals amb una distribució més àmplia, van ajudar a popularitzar la música house fora de Xicago. Finalment, va arribar a Europa abans d'ésser inspiració per a la música pop i dance de tot el món durant els anys noranta.
A banda, cal parlar del tecno, desenvolupat a mitjan anys vuitanta a Detroit, Michigan, per Juan Atkins, Kevin Saunderson, Derrick May (els anomenats "Belleville Three") i Eddie Fowlkes, tots ells van anar plegat a l'escola de Belleville High, prop de Detroit. Tot i que inicialment es va concebre com a música de festa que es reproduïa en programes de ràdio mixtos diaris i se sentia en festes organitzades per clubs de l'escola secundària de Detroit, es va convertir en un fenomen global amb el ròssec del temps.

### Amèrica del sud

#### Pop
Els anys vuitanta van donar lloc a grups d'adolescents com els Menudo, Timbiriche i Los Chicos, així com a estrelles adolescents emergents com Luis Miguel, Sasha Sökol i Lucero. Al 1988, però, l'esmentat Luis Miguel es transformaria en una superestrella per a adults als 18 anys amb l'èxit La Incondicional (1989). No gaire enrere, Chayanne, membre de Los Chicos, va esdevenir una estrella del pop a finals de la dècada, amb el seu èxit de 1987 Fiesta en America. Mentre creixien les estrelles joves, veterans com Julio Iglesias, José José, Juan Gabriel i José Luis Rodríguez El Puma continuaren mantenint-se al mercat. El 1985 va veure l'èxit mundial de "Conga" de Gloria Estefan i Miami Sound Machine. El cantant argentí-veneçolà Ricardo Montaner s’uneix a aquests veterans amb el seu èxit de 1988 Tan Enamorado. Després del lent declivi de Fania All-Stars, el nou gènere romàntic de la salsa romàntica augmentaria a partir del 1984. Els salseros més joves com Frankie Ruiz, Luis Enrique i Eddie Santiago aprofitarien aquest nou gènere en diferents i nous nivells. Tejano Music comença a créixer poc després que Mazz creixi a Mèxic amb els discos Una Noche Juntos i No Te Olvidare, guanyadors els Grammys.
El 1989, Juan Luis Guerra registra un gran èxit del merengue amb Ojalá que llueva café. Als anys vuitanta, l'escena musical regional tant a Mèxic com a la comunitat mexicana-americana dels Estats Units estava dominada per la grupera. Aquest estil de música mexicana combina la cúmbia, el nord i la música rock. Les lletres tenen arrels amb temes romàntics, incloses cançons desconsolades. Diversos conjunts de grups destacats inclouen Los Caminantes, Los Yonic's, Los Bukis i Los Temerarios. La Lambada, d'altra banda, surt del Brasil per tornar-se un èxit internacional. En aquest país els sintetitzadors fan la seva gran aparició, sigui a la música pop com a la música rock. Del costat pop, hi tenim balades particularment brasileres com les de Cazuza, les de Roupa Nova, de Kid Abelha, Lulu Santos, Milton Nascimento, etc. El pop no va gaudir del mateix èxit que va tenir-hi el rock amb bandes com Ultraje a Rigor, Cazuza o Legião Urbana. De fet, s'hi apreciar força rock comercial com aquell que presentava els RPM. Dins del costat més rítmic i sintètic hi trobem a Caetano Veloso, Angélica, etc. El país també va veure el sorgiment en gran de les cançons i pop infantil amb A Turma do Balão Mágico. Pel que fa a la música més festiva i pròpiament llatina caldria parlar de Rita Lee, Os Paralamas do Sucesso, Djavan, etc.
Finalment, el 1985 Sheena Easton i Luis Miguel guanyen el premi Grammy a la millor interpretació mexicana/mexicana-americana per "Me Gustas Tal Como Eres". Eugenia León, en representació de Mèxic, guanya el XIV Festival OTI anual amb la seva cançó "El Fandango Aquí". El 1986 Vikki Carr guanya el premi Grammy a la millor interpretació mexicana/mexicana-americana per Simplemente Mujer.

#### Rock
La introducció del rock no sempre va ser fàcil a Amèrica Llatina. Mèxic va veure una onada de censura durant la dècada dels 1970 quan s'hi va començar a promoure concerts de rock. Hi va haver fins i tot pressió del govern federal per tal que les discogràfiques deixessin de produir aquest tipus de música. A l'Argentina l'adveniment de la dictadura es va traduir ben aviat en repressió i censura. El règim hi veu un tipus d'expressió subversiva, massa contestatària, possiblement un element que faria caure el règim. Molts artistes han de fugir del país i anar-se'n als Estats Units, Castella o els Països Catalans.

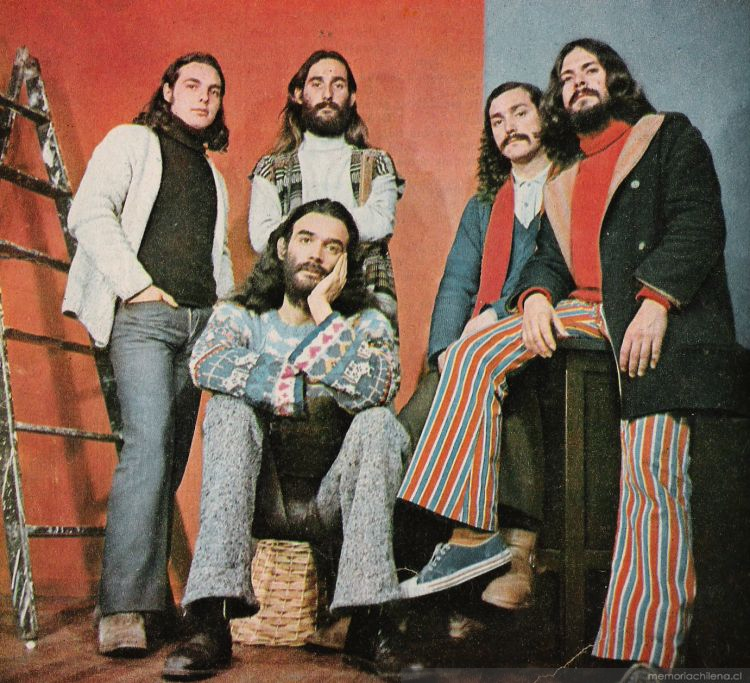
Los Jaivas

S'hi deixa lloc a un rock més suau, proper a la tradició rock'n'roll. El rock radical basc va donar durant els vuitanta ànims a tot Amèrica Llatina a continuar explorant les sonoritats del rock. A mesura que el rock psicodèlic va perdre pes al món, el punk va tenir molta influència al sud-continent americà. Les estrelles del rock radical basc com ara la Polla Records varen donar motius per introduir-hi el punk. I el punk va viure una època daurada. A banda d'això, la Moguda madrilenya també hi va exercir molta influència. Alguns artistes rock de la moguda varen motivar la creació de grups llatinoamericans amb un tipus de música esplèndid. És el cas de Suma, Sentimiento Muerto, Los Prisioneros, Los Abuelos de la Nada, Virus, Caifanes, Patricio Rey o Soda Stereo.
Foren justament els Soda Stereo un dels qui varen liderar la internacionalització d'"El rock en espanyol". Els Soda Stereo, procedents de Buenos Aires, són sovint aclamat com la banda de rock més influent dels anys 80 juntament amb les carreres en solitari de Charly García, Luis Alberto Spinetta i la nova estrella Fito Páez de Rosario. A banda d'això, en Miguel Ríos va organitzar trobades de rock llatinoamericà amb una forta campanya de difusió "Rock en tu idioma" en què hi varen participar gent de la Moguda madrilenya. És el cas dels Hombres G però caldria destacar altres grups de procedències dispars com ara Duncan Dhu, Maldita Vecindad y los Hijos del Quinto Patio, Los Toreros Muertos, Enanitos Verdes, Miguel Mateos, Maldita Vecindad, Los Amantes de Lola, Caifanes, entre més.
Des d'artistes de pop-rock com El Último de la Fila o el «guacarrock» de Botellita de Jerez tot passant per cantautors com ara Fito Páez, Joaquín Sabina, Juan Carlos Baglietto i Rodrigo González varen mostrar que el rock hi vivia una època de bonança. Rodrigo González esdevindria un dels adobs de l'anomenat rock urbà mexicà, que tenia algunes afinitats amb el rock urbà produït en territori hispànic per bé que les seves arrels estilístiques estigueren molt més induïdes pel rock'n'roll, el blues i el rhythm and blues, tot deixant a un costat el punk i el rock progressiu de manera que El Tri se'n tornà un dels màxims exponents.

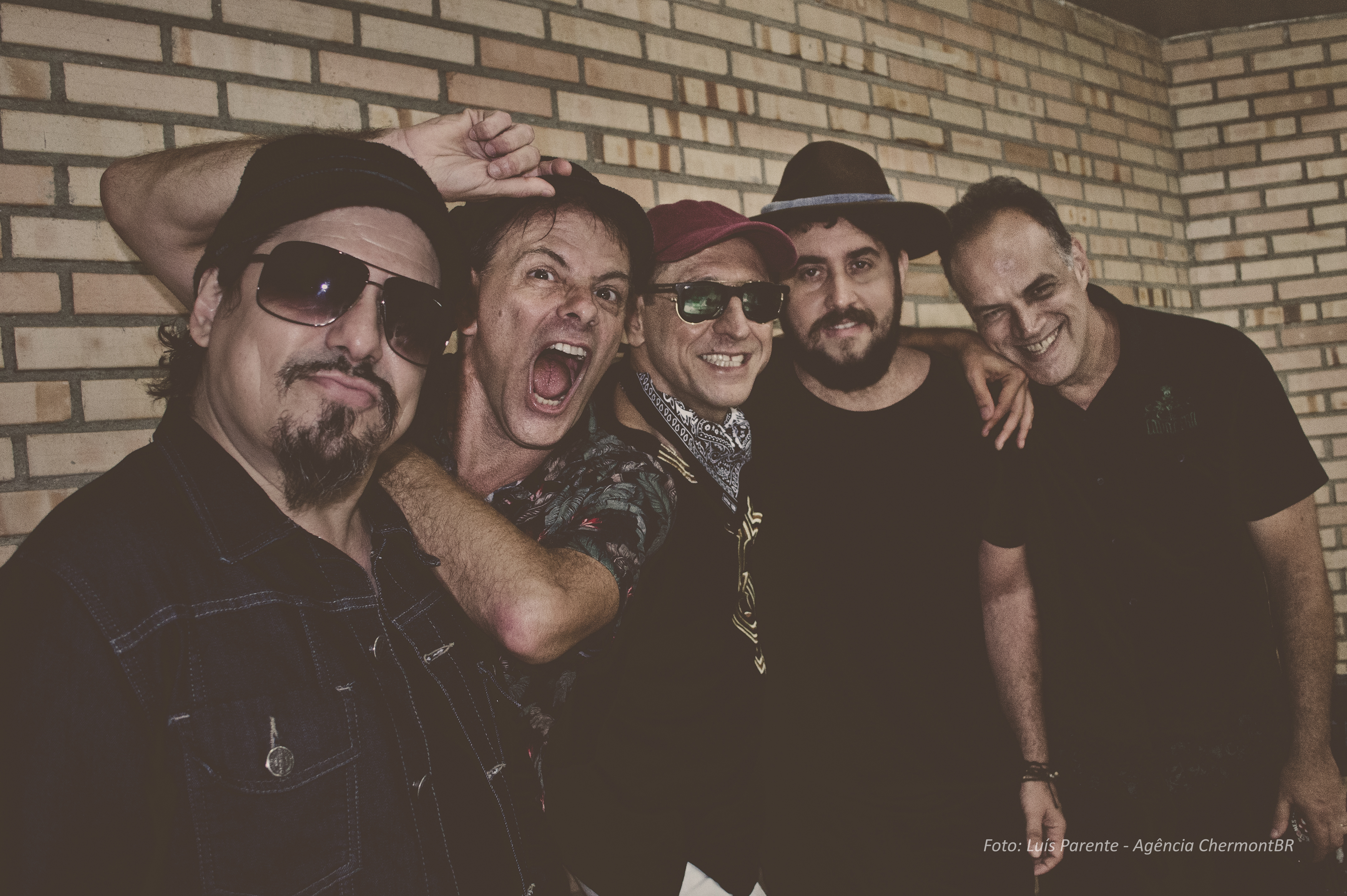
Barão Vermelho 2017 - Foto: Luís Parente

A Xile, governada per una dictadura militar durant els anys 80, les cançons de protesta de la Nueva canción dels anys 60 i 70 van mantenir la seva popularitat malgrat la severa censura. La banda de rock progressiu/folk Los Jaivas es varen encarregar de produir discos amb Alturas de Macchu Picchu, basats en poemies homònims d'en Pablo Neruda. El grup de rock Los Prisioneros va tenir èxit en combinar l'atmosfera de la cançó protesta dels 80 amb tendències més noves del rock, com ara el punk, l'sk, la New wave i el tecno. A finals dels vuitanta, noves bandes com Los Tres i La Ley començarien a marcar les tendències de la propera dècada.
A Mèxic, l'escena musical de l'època va experimentar per primera vegada una forta manca d'oportunitats, ja que els artistes no podien viure de manera sòlida tocant sols. Altres factors claus van ser el de la inestabilitat econòmica i política. Molts consideren aquesta dècada com la dècada perduda. El govern no permetria el contingut temàtic a la televisió i les ràdios, no es permetien els festivals de música. La música que va dominar Mèxic i gran part de l'Amèrica Llatina durant aquesta època eren en la seva majoria artistes de tipus adolescent com ara els Menudo, Timbiriche, Flans i altres més. D'altra banda, el heavy mental, aliè al "rock en tu idioma", va començar a prendre a Argentina una mica de ressò encara que aquest gènere musical, representat als vuitanta per Riff, Kraken, Barón Rojo, hagué d'esperar-se la dècada dels noranta per veure la seva gran desfilada.
Al Brasil, tot i que la dècada dels 1960 va ser testimoni del fenomen de Jovem Guarda i a la dècada dels 1970 va aparèixer molts artistes prolífics, com en Raul Seixas, i grups com Os Mutantes, l'explosió del rock brasiler va començar el 1981 gràcies als mèdia i va adoptar el nom de Nova Jovem Guarda. La New Wave britànica van arribar al Brasil a través de grups i personalitats com Blitz, Camisa de Vênus, Barão Vermelho, Kid Abelha, Paralamas do Sucesso, Ritchie, Lulu Santos, Rádio Táxi, Marina Lima, Engenheiros do Hawaii, RPM, Graffiti, Ultraje a Rigor, Legião Urbana, Ira!, Titãs, Capital Inicial, Nenhum de Nós, Biquini Cavadão, Lobão, Léo Jaime, etc. El gener de 1985, va tenir lloc a Rio de Janeiro el festival Rock in Rio, que va reunir més d'un milió de persones a la Cidade do Rock durant els deu dies de l'esdeveniment, i és fins avui el festival més gran i influent del país. Representa una fita en la llibertat d'expressió, ja que el mateix any va acabar-hi la dictadura. És responsable de modernitzar el Brasil, tornar-lo com a lloc per a artistes internacionals, ja que, fins llavors, només hi havia lloc per a brasilers i floklorisme brasiler.

#### Salsa
La salsa que s'havia desenvolupat als anys seixanta i setanta per part d'immigrants portoricans i cubans a la zona de Nova York, no entra en el mainstream a Amèrica Llatina fins a finals dels vuitanta. La música salsa es va convertir juntament amb la cúmbia en les dues músiques de ball més populars, però no van penetrar en altres països fora del Carib com ho va fer la cúmbia.
La dècada de 1980 va ser un moment de diversificació, ja que la salsa més típica va evolucionar cap a una salsa romàntica dolça i suau, amb lletres dedicades a l'amor i al romanç, i el seu cosí més explícit, la salsa eròtica. La salsa romàntica es pot remuntar a Noches Calientes, un àlbum del 1984 del cantant José Alberto "El Canario" produït amb la productora Louie Ramirez. Una onada de cantants romàntics va trobar un gran públic entre els llatins, tant a Nova York com a Puerto Rico. A la dècada de 1980, la salsa també es va expandir a Mèxic, Argentina, Perú, Europa i Japó i es va diversificar en molts estils nous.
Als anys vuitanta, alguns intèrprets van experimentar combinant elements de la salsa amb música hip hop, mentre que el productor i pianista Sergio George va ajudar a recuperar l'èxit comercial de la salsa. Va crear un so basat en trombons destacats i en un estil inspirat en el mambo. Va treballar amb la banda de salsa japonesa Orquesta de la Luz i va desenvolupar una orquestra d'estudi que incloïa Tito Nieves, Celia Cruz, José Alberto, La India, Tito Puente i Luis Enrique. El cantant colombià Joe Arroyo va arribar a la fama per primera vegada als anys setanta, però es va convertir en un reconegut exponent de la salsa colombiana als anys vuitanta. Arroyo va treballar durant molts anys amb l'arranjador colombià Fruko i la seva banda Los Tesos.

#### Merengue
La música merengue arribaria als seus anys daurats durant la dècada dels 1980 a partir de finals dels 70 amb artistes com Wilfrido Vargas, Johnny Ventura i Fernando Villalona. Les seves orquestres també inspirarien futurs artistes en solitari com Eddy Herrera i Rubby Pérez. A finals de la dècada, La Coco Band reinventaria el merengue amb un estil més còmic.

## Europa

### De tot una mica
El pop sintètic va prendre amb molta força a tot Europa. Les produccions van excel·lir-hi encara que als Estats Units, degut al seu proteccionisme cultural, políticament intencionat, es feia difícil ser europeu i tenir èxit, llevat de parlar únicament anglès. Però, malgrat això, l'europop va ser escoltat a escala internacional.
El pop europeu el lidera, a banda de les illes britàniques, Suècia i, en aquesta dècada, el país va saber fer pop i rock. Del costat rock es poden destacar a Europe, Roxette, Madleen Kane o Agnes mentre que del costat pop se subratllaria a Carola Häggkvist, Army of Lovers, Leila K o Nanne Grönvall. Suècia va ser el país que més èxits internacionals va tenir, des d'on els Abba varen continuar cantant, encara que de mica en mica la seva estrella va anar apagant-se. Cap altre país aconsegueix atènyer les llistes d'èxits, encara menys penetrar les estatunidenques. A França i els països francòfons, com ara Suïssa, Luxemburg o Bèlgica, el pop sintètic va ser ben representat per Mylène Farmer.
En territori neerlandès, entre Flandes i Holanda, hi va néixer l'anomenat "nederhop", acrònim amb què es designa el hip hop cantat en neerlandès. La nació neerlandesa és de les poques a Europa que va iniciar-se a aquest gènere durant els vuitanta. Del costat de Flandes hi ha Mcs Defi-J, HBB Band N Ko o Rayer. Del costat holandès, en canvi, hi ha Mc Miker G & DJ Sven, Extince, Osdorp Posse, Urban Dance Squad, King Bee o Rumky i Shark.
La vessant més heavy metal la trobem a Xipre amb els Kimstyle TR. A Suïssa hi va haver una onada molta pronunciada dins el rock més dur, amb intents de trash com els Coroner, o dins el heavy metal, Kleenex/LiliPU, Yello, Grauzone, etc. El país va tenir molt èxit a Alemanya, el Regne Unit i fins i tot a Àustria. A Alemanya hi ha una bona repuntada del rock mentre que Irlanda segueix explorant el punk amb That Petrol Emotion, In Tua Nua, Fatima Mansions, My Bloody Valentine o Ash. En un to més suau va destacar U2.
Els països francòfons i Espanya varen donar juntament amb Suècia motius per ballar amb sintetitzadors. Castella, França i Suècia varen exportar amb Anglaterra la tendència pop més moderna d'aleshores. Les seves estrelles són les més representatives de l'europop. A França l'entrada de les llistes d'èxit va desbancar cantants del yé-yé reconvertits al disco com ara la Sheila. Els solistes hi emergeixen amb molta força i neix la radiofórmula NRJ. El País Basc, en reacció, va preferir produir punk i heavy metal, mentre Portugal produeix un rock molt més comercial. Als Països Catalans i Andorra, el pop sintètic sedueix fins al punt que molts catalans prefereixen unir-se a l'europop a través de la Moguda madrilenya, la millor adaptació de la Segona Onada Britànica dels vuitanta.
Finalment, Itàlia va reconvertir el disco setanter en l'anomenat italo disco. És més electrònic que el disco clàssic i es caracteritza per l'ús de sintetitzadors i de caixes de ritmes produïes en massa. L'italo disco es pot reconèixer igualment gràcies a les seves enganxoses melodies. Va ser matèria de cançó d'estiu a Europa. Una evidència d'això va ser la Righeira i el seu "Vamos a la playa". El nom, italo disco, s'atribueix a Bernhard Mikulski, fundador de la discogràfica alemanya ZYX Music. Era d'aquesta manera que es va designar el gènere però inicialment era un eslògan per passar les fronteres i exportar l'italo disco al món.
La primera terra estrangera a plaure-s'hi van ser els Estats units. A Xicago i Detroit el disco va guanyar molta força i vida. Tot seguit comença a popularitzar-se a Europa, sobretot durant els vuitanta on es torna tendència. Den Harrow, Simona Zanini, Hot Mix 5, Chip E., Jamie Principle, Savage, Tom Hooker, Silver Pozzoli, Albert One, Ken Laszlo, Gazebo o Ryan Paris són alguns dels noms més sonats d'aquest subgènere del disco.
L'Italo disco marca precedents perquè a més de posar a ballar tot Europa durant els vuitanta, es troba en l'origen de l'italo house, l'italo dance, l'eurobeat i l'eurodance.
Al món anglosaxó el pop sintètic va prendre forma molts cops de "nou romanticisme". Va sorgir com a part de la nova onada de discoteca de Londres, la qual cosa inclou Billy's i The Blitz Club cap a finals dels anys setanta. Influenciats per David Bowie i Roxy Music, sovint s'hi feia un ús extens dels sintetitzadors. Entre els pioners es pot parlar de Visage i Ultravox i, entre els artistes més comercials amb més èxit, hi havia Adam and the Ants, Culture Club, Spandau Ballet i Duran Duran. Cap al 1983, el moviment original s'havia dissolt, i els artistes supervivents van deixar-ho per seguir les carreres en solitari. Dels nous, es pot destacar Classix Nouveaux, A Flock of Seagulls, Gary Numan, Japó, Landscape, Thompson Twins, Soft Cell, ABC, The Teardrop Explodes, Yazoo i Talk Talk.

#### Eurovisió: la decadència
A la dècada dels 1980 Eurovisió perd audiència. És la seva decadència que durarà fins als 1990. S'explica per diverses raons. En primer lloc hi ha la introducció de la televisió cablejada a Europa. La població té més canals, millor contingut i, sobretot, més tria. Ja no és obligatori veure Eurovisió, hom pot canviar de canal. L'efecte també es reprodueix amb la ràdio. L'alliberament de la ràdio als països francòfons, la caiguda del feixisme als països del mediterrani, dona més tria, fa aparèixer el pop sintètic. El nou pop desbanca la música que se sentia a Eurovisió. Les produccions hi eren massa poc adaptades a l'onada britànica i la població prefereix escoltar a Madonna que passar el temps amb Eurovisió.
Tècnicament, Eurovisió fa un salt gràcies a la introducció dels micròfons sense fil. Els grups i cantants s'hi presenten per primera vegada ballant. Això ja és un gran pas perquè fins aleshores només s'hi veia dives amb un micròfon de peu, fent mostra del seu potencial vocal. Ara tothom entén que la música també és per gaudir, no tant per mostrar com de bonica és una veu. L'UER fixa el nombre de participants a vint-i-dos per tal de limitar la durada del concurs que com més incorporava països, més llarga es feia la retransmissió.
Cal remarcar que és l'última dècada en què Iugoslàvia hi apareix com a país a banda. Celine Dion guanya representant a Suïssa. Victòria que no es deslliura de controvèrsies. El Regne Unit i Iugoslàvia fan bategar els cors fins l'últim moment però finalment, degut a França, la victòria l'obté Suïssa. Ara bé, la polèmica vindrà donada per l'edat de Céline Dion. Massa jove, la quebequesa no complia els 18 anys i l'UER ha d'establir l'edat de participació a la majoria d'edat, fet que la duu a obrir el Festival Eurojúnior de la Cançó als 2000 amb l'objectiu de donar veu a artistes més joves.

### Península ibèrica

#### Lamovida madrileña

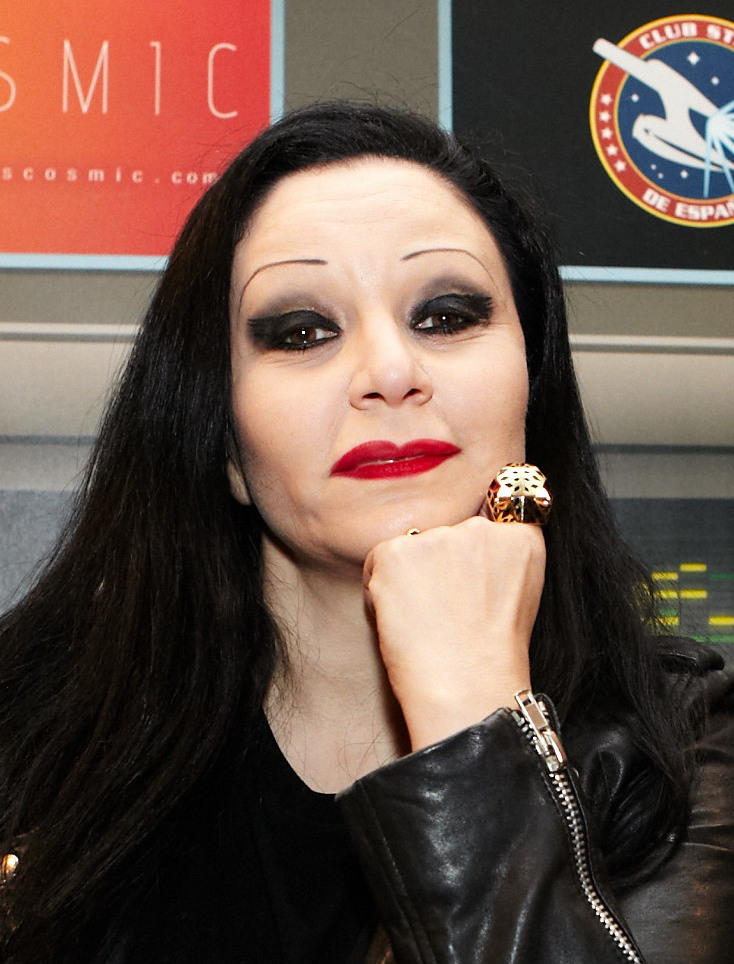
Fotografia d'Alaska, 2016

La movida (moguda en català, amb un sentit més informal de 'moviment') va ser un fenomen social, cultural i lúdic desenvolupat a Madrid entre 1977 a 1984, amb el seu punt àlgid entre 1981 i 1982, en què un grup d'artistes liberals i excèntrics amb ganes de canviar tot el panorama artístic que fins llavors hi havia hagut a Espanya creen un moviment que destacava per ser un moviment divertit i frívol, que pretenia trencar amb l'anterior època franquista i la censura.
Es considera que el moviment es va precipitar després del Concert homenatge a Canito el 1980, el primer promogut a l'Escuela de Caminos de Madrid per un grup d'estudiants que posteriorment van formar la banda Los Secretos. La primera reunió important va tenir lloc el 1981 amb motiu del "Concert de Primavera" de l'Escuela d'Arquitectura. S'ha destacat la importància de programes musicals en la seva difusió i mitificació, com els de Radio España, amb Jesús Ordovás, Rafael Abitbol i Gonzalo Garrido; Radio El País, amb Moncho Alpuente i Madrid Me Mata, Radio Popular, amb Julio Ruiz; Radio Juventud, amb Paco Pérez Bryan i Sardinita; Radio Centro, amb Javier Díez, Ramoncín, etc.
La movida madrilenya representa la modernització de l'estat hispànic. És pop sintètic, fet que evidencia l'entrada en gran del país a l'era moderna. Les tendències anglosaxones que porten tot el segle XX omplint de sonoritat les pistes de ball, s'incorporen a l'Espanya post-franquista. Hi ha un vent de renovació, de noves tendències, d'alliberament i trencament amb el feixisme hispànic. Hi contribueixen catalans com El Loquillo. És una onada sense precedents que s'ho emporta tot al passatge.

| Alguns artistes més importants de la moguda:' Alaska, Hombres G, Mecano, Nacha Pop, Las Vulpes, Los Secretos, El último de la fila, Leño, El Loquillo, Toreros muertos, Mamá, Radio Futura, La Unión, Gabineta de Caligari, Los Trogloditas, Aviador Dro, etc |

Olvido Gara Jova, més coneguda com a Alaska (Ciutat de Mèxic, 13 de juny del 1963) és una l'artista més representativa de la moguda. Cantant, presentadora de televisió i ràdio, actriu, empresària i DJ, ha estat una de les figures representatives, defensora de l'orgull LGBT. Ha estat la imatge de protesta contra la tauromàquia a Castella. Inicia la seva carrera artística als 14 anys l'any 1978, i és una de les artistes espanyoles més reconegudes, transgressores, polifacètiques i que ha aconseguit més vendes.
La New Wave va penetrar igualment a la Movida madrileña. No només el pop va donar la seva millor imatge, però també el rock. Els Hombres G en són un bon exemple. La “Moguda”, va ser molt promocionada per l'administració local madrilenya, en aquell moment regida per “el vell professor” Tierno Galván, és molt recordada la seva polèmica frase al respecte a l'obertura d'un concert; “Rockers: el que no estigui col·locat, que es col·loqui…!”; així mateix es recorda amb relació a aquest període el programa dirigit per Lolo Rico “La Bola de Cristall “, un espai televisiu profundament iconoclasta, vinculat a la cultura del moment i en què hi apareixien Loquillo, Alaska o Juan Perro.
La moguda va deixar espais a prop d'una vintena de gent jove que volia canvis.

#### El naixement del rock basc i portuguès

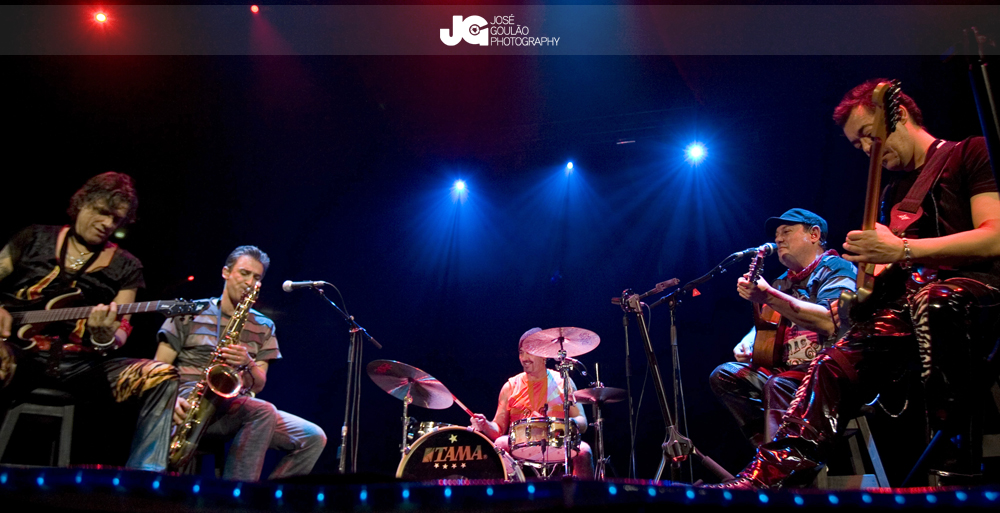
Els Xutos e Pontapés actuant

Entre Portugal i el País Basc va néixer durant els anys 1980 el rock. El punk, el heavy metal o tota l'onada psicodèlica varen tenir-hi molta força. Ara que la dictadura feixista havia acabat, la població jove es va sentir amb ganes de parlar, de fer saber al món el malestar que els va causar la dictadura i ho varen fer amb rock suau com és el cas dels Xutos & Pontapês a Portugal o amb rock més dur com ara els RIP al País Basc.
El País Basc es troba aleshores rebotat contra diversos esdeveniments. En primer lloc hi ha tot un moviment contrari al servei militar. És una població que no vol contribuir a matar altres éssers humans pel capritx d'uns pocs. En efecte, a la localitat de Bardenas s'hi va muntar el primer rock basc, contrari a les operacions militars que hi duia a terme l'OTAN. Però, en segon lloc, també hi va haver revolta contra la Moguda madrilenya. El pop sintètic de la moguda s'havia estès per tota la península i al País Basc hi havia aquell sentiment que allò no s'adeia amb els bascs, que era música comercial, prefabricada i que, per molt que es pintés de progressista, eren tots artistes amb la safata de les discogràfiques preparant-los el cafè.
Per tot plegat sorgeix l'anomenat rock radical basc que s'acaba associant a una espècie de "gran martxa" dels 80 en oposició a la "moguda" de Castella, tal com ha arribat a explicar-ho el productor Marino Íñigo, responsable de treure a la llum tota la marxa basca. El fet de cantar en basc duia a molta premsa hispànica a titllar-los d'antiespanyols, d'antibascos i, si calia, com ja és habitual a Castella, se'ls associava expressament a terroristes. Una manera sobretot de prohibir la lliure expressió. Molts eren efectivament favorables a la reunificació entre Navarra i el País Basc, a més de la independència, que no vol dir que siguin terroristes, i per això cantaven en basc, tot i que no només. També va haver-hi grups que cantaven en castellà. Molts acabaren contribuint a la Moguda madrilenya com és el cas de Les Vulpes. TVE va tenir molts problemes amb aquest grup de noies perquè a les seves cançons no s'estaven, en consonància amb el punk, de dir allò que volien, si calia insultant també. En un dels seus cèlebres singles, Vulpes hi deia, literalment, "me gusta ser una zorra", tota una declaració que, com podia semblar obvi, treia de cap a RTVE.
Els grups de rock bascos eren majoritàriament masculins i per això varen sortir, una mica en protesta, tot de grups femenins com ara Tahurez Zordos o Belladona. El rock radical basc va tenir molta fama, no només a Castella, sinó també a Suïssa, Suècia o Amèrica Llatina. Bona part dels grups de rock basc se sentien identificats als The Clash. Altres es movien en ambients altament polítics, molt més d'esquerra, d'esquerra força radical. Si més no, molts foren qualificats així mateix com és el cas de Kortatu o Vómito. No deixa de ser cert, tampoc, que el rock basc va ser una expressió contra l'Imperialisme hispànic i les seves ganes de desfer-se de la varietat lingüística i cultural de la península Ibèrica. De cançons en llengua euskera es pot destacar "Bilden Naíz" dels Zamara o "Eh txo" dels Hertzainak. Els segons han fet mostra de barreja molt exquisita entre l'ska i el punk.
Alguns grups de rock basc van ser els RIP, Las Vulpes, Vómito, Kortatu, La Polla Records, Zamara, Hertzainak, Eskorbuto, Cicatriz, Potato, Subversión X, Bap!, Basura, Delirium Tremens, Tijuana in Blue, Los Hornos de Vizcaya, Blabin Bada, Korroskad, Belladona, Malos Tratos, MCD, No somos nada, Barricada, etc.
A Portugal, en canvi, el rock va mostrar una cara més comercial. No s'apropa tant al punk o al heavy metal, tal com s'havia pogut apreciar al País Basc. En canvi, s'hi escoltava coses força més suaus, com els Xutos & Pontetês. El grup no va esclatar d'un dia a l'altre, sinó que va trigar a tenir èxit, però, un cop aconseguit, es torna en la imatge més emblemàtica i recordada al país de l'Edat d'or del rock portuguès.
El país canta en portuguès i l'expressió del rock és poder sortir a les ràdios. Roxigénio, per exemple, varen destacar en mirar d'adaptar-se a les noves tendències que es portaven al món. És considerat un dels millors sons de la dècada. A Porto hi neixen els GNR, una altra de les moltes que varen contribuir a canviar l'ambient fadista posterior a la dictadura. En efecte, el feixisme portuguès havia potenciat el fado com a forma purament portuguesa, d'orgull nacional d'alguna manera. I es podria dir que és un gènere del tot diferent a qualsevol altre que miri d'assemblar-s'hi. La guitarra portuguesa, importada d'Àfrica, el so i el potencial vocal, el tornen quelcom. Però, a la post-dictadura, calia canviar el xip i adaptar-se als nous temps, a la modernitat. És llavors quan António Garcez i Filipe Mendes munten els GNR. Avui se'ls considera els "pares del rock portuguès". Finalment, hi veurem cantants solistes de rock com ara Rui Veloso.
Vet aquí alguns dels noms més sonats de rock portuguès de l'època: Ban, UHF, Rádio Macau, Mão Morta, Trabalhadores do Comércio, Táxi, Roquivários, Grupo de Baile, António Variações, Salada de Frutas, Heróis do Mar, Sétima Legião, Adelaide Ferreira, GNR, Roxigénio, Xutos & Pontapês, etc

### La Festa de la Música

#### Propaganda i música
A França, concretament a París, les eleccions varen donar-hi una victòria que va ser força profitosa pel món de la música i de la cultura en general. El nom de tot plegat va ser el de Jack Lang. Era del partit socialista i va ser designat pel president francès i, de passada copríncep d'Andorra, com a ministre de la cultura. El seu projecte era ambiciós i, finalment, un cop dut a terme, no hi ha cap francès que en renegui. En efecte, amb dos mandats, va capgirar tot el panorama cultural del país. Volia que l'estat es deixés com a mínim un 1% del pressupost en cultura.
Fer-ho va ser una de les millors coses dels vuitanta. Època consumista per excel·lència, el minsitre va renovar totes les àrees que havien quedat degradades. Surten els primers centres de coreografia amb què molts coreògrafs acaben per fer-se noms. És el cas de Jean-Claude Gallotta, Karina saporta, Angelin Preljocaj, Dominique Bagouet, Josef Nodj o Roudolf Noureev. Va posar-se a adquirir obres contemporànies per als museus del país quan els caps dels centres es negaven a acceptar els nous corrents artístics plàstics.
El Louvre fou una de les seves obres més aplaudides. El museu havia deixat la glòria passada. No era un museu que fascinés. El British Museum era la referència a tot el planeta i mercès a aquest ministre, el Louvre troba una altra vida i es torna en un lloc primordial per apreciar art. El teatre, d'altra banda, és potenciat mentre el ministre resol que s'han de construir sales de concert per a capacitat de la música popular contemporània, és a dir, per acollir-hi estadis de rock, pop, rap, etc. És el projecte dels Zénith, nom amb què es coneixen aquestes sales.
Però, de totes totes, el ministre va brillar amb la creació de la Festa de la Música. Es tractava de potenciar la música del país a través d'un dia festiu en què la població podia acudir a tot de concerts celebrats arreu de França. El moment no va ser més oportú. En efecte, el pop sintètic i tot la nova onada britànica, acompanyada d'MTV, varen tornar la música en el negoci més lucratiu de la dècada. La creació d'aquesta festa va ser un ítem molt important per potenciar-hi la música francesa i, de retruc, el país va omplir-se de pop, rap, hip hip, a més d'altres tendències. Molts crítics varen manifestar cert enuig perquè hi veien un ministre que potenciava "els circs" de fira, fent-los passar per una pseudo-festa de la música. No era ben bé aquesta la intenció i, de fet, amb el ròssec del temps, tothom hi veu a França una gran idea.
La cosa passa a tenir una altra cara a partir de la dècada dels 2000. L'estat francès, dins la seva política de soft-power, mira d'exportar la Festa de la Música a Andorra, Portugal o Espanya, fent-ho passar per un "èxit" que tothom hauria de seguir. Era sobretot una manera de fer propaganda fora de França, incrementar la bona imatge del país. I, això no obstant, malgrat tota la publicitat, que s'ha ajudat de multinacionals seves com ara la FNAC, aquest intent propagandístic ha estat un fracàs allà on l'Estat ha mirat d'introduir-lo. La Festa de la Música ha estat percebuda ben aviat com una forma d'exaltar l'Imperi francès i, no sense raó, la seva exportació ha estat rebutjada a l'exterior.

#### Alliberament de les ràdios
La cosa parteix de França. El partit socialista arriba al poder i resol que tothom tindrà el dret a obrir la seva pròpia ràdio. Un fenomen, una revolució, el mateix partit del president es veu perseguit per la justícia perquè, ves per on, té una ràdio pirata. Aquest és l'ambient dels anys vuitanta a bona part dels països europeus. Mentre França resol que la ràdio ja no pot ser un monopoli estatal, allà on ha caigut la dictadura feixista, com és el cas de Grècia, Castella, el País Basc o Portugal, emergeixen noves ràdios, ara que hi ha més lliure expressió.
Tot plegat mentre entra a tot Europa un nou tipus d'ona, l'FM. Una novetat que permetia tenir molts més canals, més qualitat i, sobretot, captar més fàcilment les estacions de ràdio. A Andorra la batalla de les ràdios arriba al seu final. Si més no, amb l'alliberament de les ràdios a França i la introducció de l'FM, les coses ja no tornaran a ser del tot les mateixes. Ràdio Andorra i Sud Ràdio entren en tribunals després que el parlament andorrà les denunciï per incompliment de la llei i impagament d'imposts.
Les coses realment comencen a canviar d'aire perquè aquesta notícia, la de la querella, és la cara de l'alliberament, també a França. Les anomenades ràdios perifèriques, les úniques que emetien lliurement a través d'altres països en direcció a França, com ara Ràdio Montecarlo o Ràdio Luxemburg, comencen a perdre audiències i, amb l'accés a l'ONU vers els 1990, deixen d'emetre-hi. El panorama mediàtic es refà una mica a tot Europa i França és dels països que ho regira tot.
Mentrestant apareixen les primeres ràdios en català als Països Catalans. La ràdio, abans d'això, l'indret dels èxits i de la música a Europa, deixa lloc a la competència i tot de radiofórmules creixen com els cogombres. És el cas d'NRJ a França. Un grup que amb el temps s'ha tornat hegemònic en posseir les seves pròpies estacions a Bèlgica, Suïssa, França o Xipre. L'alliberament de les ràdios va ser igualment sinònim de democràcia, sobretot als països del Mediterrani. El rock basc, per exemple, va ser possible en part a l'alliberament de les ràdios. Ara que hom podia obrir la seva ràdio, el País Basc aprofita per emetre per primer cop en llengua basca.

### Rock alemany
Als països germanòfons, Àustria, Suïssa, Leitchenstein i Alemanya, es va assistir a la dècada dels 1980 a una nova onada de rock en alemany, és a dir, a la Neue Deutsche Welle, abreujat NDW. És l'hereu del post-punk i de la New Wave. Inicialment va ser un repunt de música rock que venia de la subcultura. El periodista Alfred Hilsberg és qui per primer cop s'adona que Alemanya era davant d'una nova onada de música rock més pesant i ho fa evident batejant-la en una revista d'època. D'Alemanya, el rock ateny els països culturalment propers, com ara Àustria o Suïssa.
La NDW va arribar a tenir èxits internacionals com els Alphaville. Les lletres de les cançons varen arribar a sacsejar el costat est d'Alemanya ja que el país es trobava aleshores dividit per la Primera GUerra Freda. El costat est, que formava un país a banda, es trobava en mans de la Unió Soviètica i, en aquest àmbit, bandes com Nena o Ideal varen saber escapar a la censura i moure consciències. El rock en alemanya va començar imitar la New Wave fins adoptar estil propi tal com s'aprecia a Spliff, Joachim Witt o Trio.
Düsseldorf, Hamburg, Hannover i Hagen varen ser les capitals del rock en alemany. Tot girava al voltant seu. Ara bé, la protesta va deixar lloc força ben ràpidament a un tipus de rock més suau, més adaptat per les ràdios de l'oest. És el cas de BAP o els mateixos Udo Lindenberg.

## Àfrica, Àsia i Oceania

### Àfrica
Durant els vuitanta, l'Àfrica conquereix tot Occident. Després de més de mig segle de música produïda al nord amb sons del sud, tot seguit exportada al sud, així com si el sud mai hagués fet res de nou, les tornes canviaven. La revolució prové de les Antilles Franceses i porta el nom de Zouk. És un gènere de música molt carnavalesc, provinent de Martinica i Guadalupe.
El seu èxit a Europa es deu al grup de música Kassav'. La idea va venir donada per Pierre-Édouard Décimus, baixista del grup de la Guadalupa Vikings, el seu germà Georges Décimus, baixista, i Jacob Desvarieux, guitarrista guadalup, a mig camí entre França i Senegal. Se n'adonen que França va plena de compatriotes seus. Molts han de marxar de les illes per trobar feina a França i, per tant, constitueixen un bon mercat. Cal trobar llavors algun estil que provingui d'Àfrica i que sàpiga agradar als gustos musicals del públic europeu.
És doncs en un estudi parisí que s'hi forma allò que amb el temps coneixerem com a Zouk. Es tracta d'una barreja entre funky, percussions antilleses, salsa, ritmes cubans i jazz. S'hi afegeixen alguns sintetitzadors, certa guitarra elèctrica i, finalment, fan cantar-ho en crioll. Quan es forma els Kassav' ja ho tenim tot enllestit per conquerir el continent europeu i, en efecte, cosa dita, cosa feta.
A l'època, el reagge que s'havia format a Jamaica tenia encara cert arrelament al món anglosaxó, principalment al Regne Unit. Però ara, el zoouk venia per arregassar-ho tot. Primera actuació, a la Costa d'Ivori i, primera repercussió, a Angola. L'URSS hi deixa penetrar aquest so antillà i amb això els Kassav' assoleixen un èxit encara no vist d'ençà les independències franceses.
Avui el zouk segueix sent un recurrent a la música festiva a França.

#### USA For Africa

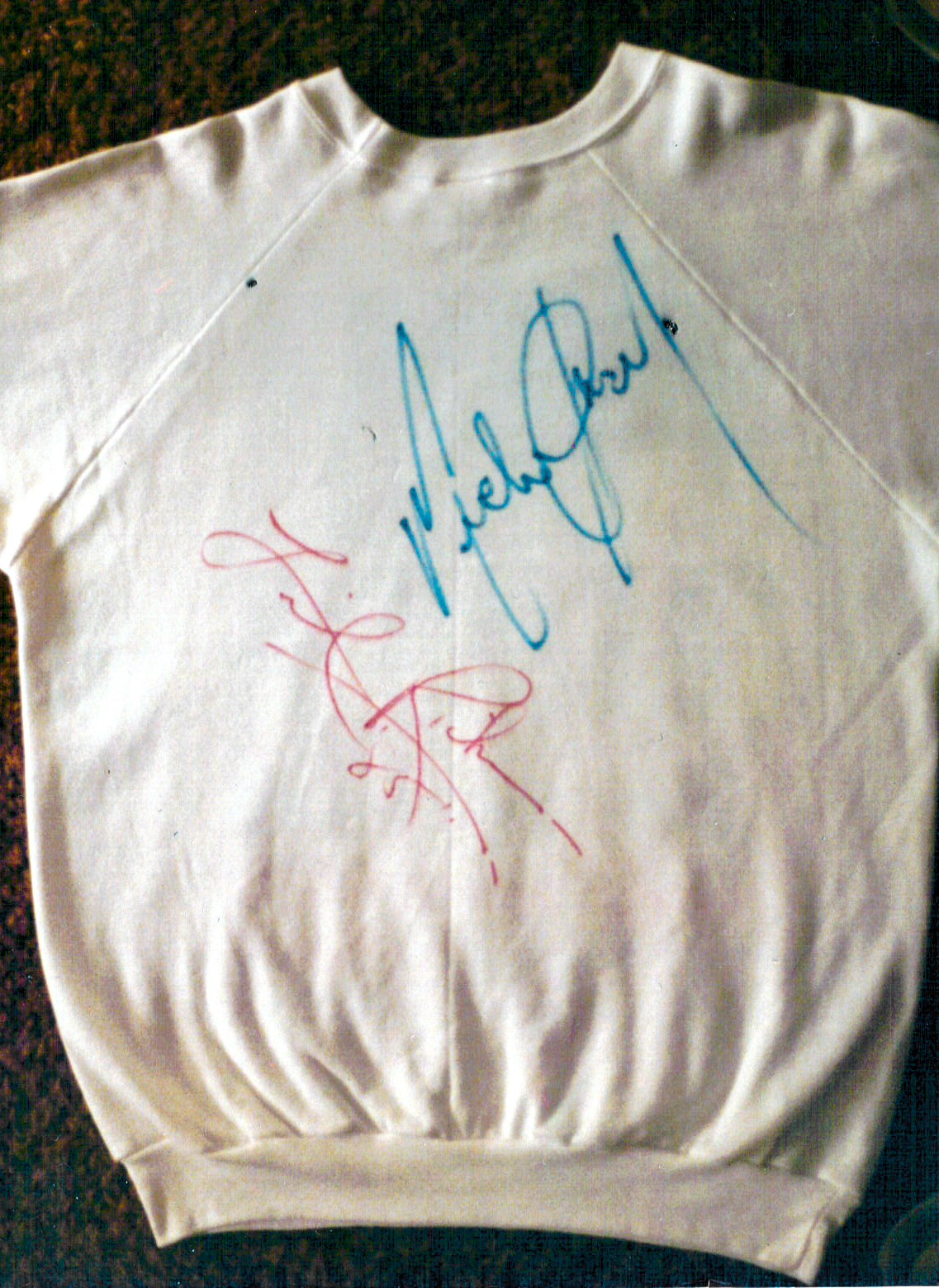
Samarreta "We Are the World" autografiada per Michael Jackson i Lionel Richie per tal de ser venuda en rifa

L'USA For Africa va ser el nom sota el qual 45 coneguts artistes, principalment estatunidencs, liderats per Harry Belafonte, Stevie Wonder, Michael Jackson i Lionel Richie es van reunir per enregistrar el single "We Are the World" el 1985. El seu objectiu era treure a la venda un èxit amb què aconseguissin erradicar la pobresa a l'Àfrica. El Concert d'USA For Africa marca la dècada dels vuitanta al bloc capitalista.
L'empresa i l'èxit de "We Are the World" té tot un historial que caldria destacar per tal de posar l'enregistrament i la iniciativa al seu propi context. Cal remuntar l'idealisme vuitantè que mira de socórrer als pobres d'altres continents a partir de la formació d'ONG. Més concretament, cal remuntar-se al final de la Segona Guerra Mundial. El Pla Marshall va ser un dispositiu amb què els Estats Units pretenien reconstruir Europa. Prestant aquesta ajuda, es van adonar ben aviat que també contribuïen a mantenir la seva hegemonia sobre els beneficiaris. Per això mateix tingueren molt èxit i, de fet, es pot concloure que l'ajuda internacional no nasqué tant del desig d'ajudar l'altre, com de la voluntat d'evitar problemes al donant.
Vers els 1970, les ONG es multipliquen i l'ONU les potencia. Es creia fermament que els països subdesenvolupats experimentarien un creixement constant que aviat els deslliuraria de necessitar recursos externs. A la dècada dels 1980, les Nacions Unides descobreixen que les polítiques oficials de cooperació resultaven molt cares i que tampoc no donaven resultat. Ineficàcia que s'explica entre més per les polítiques bel·licoses dels mateixos Estats Units o per la doctrina del divideix per regnar millor desenvolupada per França i el Regne Unit a l'Àfrica. L'ONU retira doncs la majoria del suport que havia donat a les ONG i les institucions internacionals comencen a potenciar la participació de la societat civil en les polítiques de cooperació.
És en aquest context darrer que cal situar l'USA For Africa. Hi varen participar Bruce Springsteen Dan Aykroyd, Harry Belafonte, Lindsey Buckingham, Kim Carnes, Ray Charles, Bob Dylan, Sheila E., Bob Geldof, Daryl Hall, James Ingram, Jackie Jackson, La Toya Jackson, Marlon Jackson, Michael Jackson, Randy Jackson, Tito Jackson, Al Jarreau, Waylon Jennings, Billy Joel, Cyndi Lauper, Huey Lewis and the News, Mario Cipollina, John Colla, Bill Gibson, Chris Hayes, Sean Hopper, Kenny Loggins, Bette Midler, Willie Nelson, John Oates, Jeffrey Osborne, Steve Perry, The Pointer Sisters, Anita Pointer, June Pointer, Ruth Pointer, Lionel Richie, Smokey Robinson, Kenny Rogers, Diana Ross, Paul Simon i l'Stevie Wonder.

### Àsia

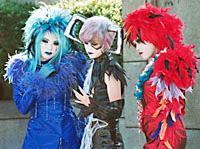
Estètica Visual kei

Al Japó, grups com Shonen Knife, Boredoms, The Star Club, X Japan, Dead End i The Stalin van començar a fer rock, generant d'aquesta manera l'anomenat Visual Kei, que és un gènere de rock pròpiament japonès amb tota una estètica anime. Als anys vuitanta hi destacaren bandes com X Japan, Buck Tick i D'erlanger. El noise rock japonès va sorgir als anys vuitanta amb bandes com Melt-Banana, Zeni Geva i Guitar Wolf.
El pop urbà, un gènere orientat a adults amb influències occidentals de disco, funk, soft rock i R&B també es va popularitzar amb el boom tecnològic japonès. Els artistes més populars del gènere van ser Anri i Tatsuro Yamashita. La majoria de cançons parlaven d'amor o de viure a la ciutat. El gènere amb prou feines es coneixia fora del Japó. Tanmateix, el pop urbà ha estat cada vegada més popular a Occident gràcies a la vaporwave de micrògens transmesa per Internet. El 3 de maig de 2019, Light in the Attic, una discogràfica independent, va publicar Pacific Breeze: Japanese City Pop, AOR i Boogie 1976-1986. Va ser un àlbum recopilatori que mostrava què és el city pop i el seu estil.
El hardcore japonès va sorgir amb bandes com The Star Club i GISM i el grup japonès d'ídols Onyanko Club, fent-se lloc entre adolescents.
A més, Hong Kong va experimentar un ràpid creixement de la música pop, tant en termes de varietat com de popularitat. Grans estrelles com Leslie Cheung, Anita Mui, Danny Chan, Alan Tam i Beyond van ser icones de la dècada. La dècada dels 1980 es considera encara el període més reeixit de la història de la música de Hong Kong.

### Austràlia i Nova Zelanda

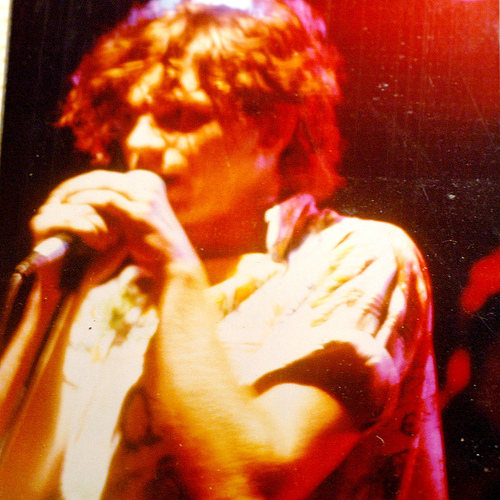
Michael Hutchence cantant en un concert d'INXS.

La banda de rock australiana INXS va aconseguir èxit internacional durant la dècada amb una sèrie d'enregistraments, com ara els àlbums Listen Like Thieves (1985), Kick (1987) i els senzills "Original Sin" (1984), "Need You Tonight" (1987)), "Devil Inside" (1988) i "New Sensation" (1987).
El primer senzill de Kylie Minogue, "Locomotion", es va convertir en un gran èxit a l'Austràlia natal de Minogue, passant set setmanes al número u de la llista de singles australiana. El single es va convertir finalment en el single australià més venut de la dècada. A tot Europa i Àsia, la cançó també va actuar bé a les llistes musicals, arribant al número u a Bèlgica, Finlàndia, Irlanda, Israel, Japó i Sud-àfrica. La banda de rock australiana Men at Work va obtenir èxit el 1981 amb el senzill "Down Under" encapçalant les llistes australianes durant dues setmanes consecutives.
El 1980, la banda de rock de Nova Zelanda Split Enz va publicar el seu àlbum True Colors, que es va convertir en un èxit internacional. El seu senzill "I Got You", que va ser elogiat per "Beatle-Esque", va arribar als deu primers llocs de Nova Zelanda, Austràlia i Canadà, escalant al número dotze del Regne Unit i fins i tot va ocupar la classificació dels Estats Units. Split Enz també va rebre una important publicitat als Estats Units després del llançament d'MTV, que presentava diversos vídeos de Split Enz els primers dies de la seva emissió. No obstant això, després de diversos canvis a la formació, com la sortida Tim Finn, la banda es va trencar el 1984. Una altra banda neozelandesa/australiana important, Mi-Sex, coneguda pel seu èxit "Computer Games", es va dissoldre la el mateix any. Neil Finn, el germà petit de Tim Finn, que s’havia convertit en el líder de facto de Split Enz, després de la seva marxa el 1983, va incorporar-se a The Crowded House a Nova Zelanda el 1985. El 1986 Crowded House va llançar el seu àlbum debut homònim de gran èxit. Va passar al número u d'Austràlia i al número tres a Nova Zelanda, a més d'arribar al top ten del Canadà i al top 20 dels Estats Units. Va generar èxit amb la cançó "Don't Dream It's Over", que va arribar al número u a Nova Zelanda i al Canadà, al número dos als Estats Units i al vuit a Austràlia, i des de llavors s'ha convertit en un himne de pop/rock a Austràlia.
Nova Zelanda va continuar tenint bona producció musical, i els anys vuitanta van veure la formació de moltes noves bandes, com ara The Swingers, Coconut Rough, The Crocodiles i Peking Man. Moltes d'aquestes bandes van durar poc i no van tenir massa èxit fora de Nova Zelanda i Austràlia.

## Biografia
- Alfred Picó Sentelles. Bojos per la música dels 80!, La columna, 2017.
- Àngels Bronsoms Fontané. Animals de rock and roll, Pòetic Edicions, 2007.